# ATP Tour 2021
ATP Tour 2021 là hệ thống giải quần vợt nam chuyên nghiệp hàng đầu thế giới được tổ chức bởi Hiệp hội Quần vợt Chuyên nghiệp (ATP) cho mùa giải quần vợt 2021. Lịch thi đấu của ATP Tour 2021 bao gồm các giải Grand Slam (được tổ chức bởi Liên đoàn Quần vợt Quốc tế (ITF), ATP Finals, ATP Tour Masters 1000, ATP Cup, ATP Tour 500 và ATP Tour 250). Lịch thi đấu năm 2021 cũng bao gồm Davis Cup (được tổ chức bởi ITF), Thế vận hội Mùa hè ở Tokyo (chuyển lịch từ năm 2020), Next Gen ATP Finals, Laver Cup (hoãn từ năm 2020), giải đấu không tính điểm vào bảng xếp hạng.

## Lịch thi đấu
Dưới đây là lịch thi đấu của các giải đấu trong năm 2021.
| Grand Slam         |
| ATP Finals         |
| ATP Masters        |
| Thế vận hội Mùa hè |
| ATP Tour 500       |
| ATP Tour 250       |
| Đội tuyển          |

### Tháng 1
| Tuần                     | Giải đấu | Nhà vô địch                                                             | Á quân                                                                  | Bán kết                                                                 | Tứ kết                                                                      |
| ------------------------ | --- | ----------------------------------------------------------------------- | ----------------------------------------------------------------------- | ----------------------------------------------------------------------- | --------------------------------------------------------------------------- |
| 4 tháng 1                | Delray Beach Open Delray Beach, Hoa Kỳ ATP Tour 250 $418,195 – Cứng – 28S/16Q/16D Kết quả đơn – Kết quả đôi | Hubert Hurkacz 6–3, 6–3                                                 | Sebastian Korda                                                         | Christian Harrison Cameron Norrie                                       | Gianluca Mager Roberto Quiroz Frances Tiafoe John Isner                     |
| 4 tháng 1                | Delray Beach Open Delray Beach, Hoa Kỳ ATP Tour 250 $418,195 – Cứng – 28S/16Q/16D Kết quả đơn – Kết quả đôi | Ariel Behar Gonzalo Escobar 6–7(5–7), 7–6(7–4), [10–4]                  | Christian Harrison Ryan Harrison                                        | Christian Harrison Cameron Norrie                                       | Gianluca Mager Roberto Quiroz Frances Tiafoe John Isner                     |
| 4 tháng 1                | Antalya Open Antalya, Thổ Nhĩ Kỳ ATP Tour 250 €361,800 – Cứng – 32S/24Q/16D Kết quả đơn – Kết quả đôi       | Alex de Minaur 2–0 ret.                                                 | Alexander Bublik                                                        | Jérémy Chardy David Goffin                                              | Matteo Berrettini Jan-Lennard Struff Nikoloz Basilashvili Stefano Travaglia |
| 4 tháng 1                | Antalya Open Antalya, Thổ Nhĩ Kỳ ATP Tour 250 €361,800 – Cứng – 32S/24Q/16D Kết quả đơn – Kết quả đôi       | Nikola Mektić Mate Pavić 6–2, 6–4                                       | Ivan Dodig Filip Polášek                                                | Jérémy Chardy David Goffin                                              | Matteo Berrettini Jan-Lennard Struff Nikoloz Basilashvili Stefano Travaglia |
| Phần còn lại của Tháng 1 | Các giải đấu bị hoãn do đại dịch COVID-19 (xem giải đấu bị ảnh hưởng ).                                     | Các giải đấu bị hoãn do đại dịch COVID-19 (xem giải đấu bị ảnh hưởng ). | Các giải đấu bị hoãn do đại dịch COVID-19 (xem giải đấu bị ảnh hưởng ). | Các giải đấu bị hoãn do đại dịch COVID-19 (xem giải đấu bị ảnh hưởng ). | Các giải đấu bị hoãn do đại dịch COVID-19 (xem giải đấu bị ảnh hưởng ).     |

### Tháng 2
| Tuần                 | Giải đấu | Nhà vô địch                                    | Á quân                            | Bán kết                           | Tứ kết                                                                   |
| -------------------- | --- | ---------------------------------------------- | --------------------------------- | --------------------------------- | ------------------------------------------------------------------------ |
| 1 tháng 2            | ATP Cup Melbourne, Úc $4,500,000 – Cứng – 12 đội                                                                                       | Nga · 2–0                                      | Ý                                 | Đức · Tây Ban Nha                 |                                                                          |
| 1 tháng 2            | Great Ocean Road Open Melbourne, Úc ATP Tour 250 $382,575 – Cứng – 56S/24D Kết quả đơn – Kết quả đôi                                   | Jannik Sinner 7–6(7–4), 6–4                    | Stefano Travaglia                 | Thiago Monteiro Karen Khachanov   | Jordan Thompson Hubert Hurkacz Miomir Kecmanović Botic van de Zandschulp |
| 1 tháng 2            | Great Ocean Road Open Melbourne, Úc ATP Tour 250 $382,575 – Cứng – 56S/24D Kết quả đơn – Kết quả đôi                                   | Jamie Murray Bruno Soares 6–3, 7–6(9–7)        | Juan Sebastián Cabal Robert Farah | Thiago Monteiro Karen Khachanov   | Jordan Thompson Hubert Hurkacz Miomir Kecmanović Botic van de Zandschulp |
| 1 tháng 2            | Murray River Open Melbourne, Úc ATP Tour 250 $382,575 – Cứng – 56S/24D Kết quả đơn – Kết quả đôi                                       | Dan Evans 6–2, 6–3                             | Félix Auger-Aliassime             | Jérémy Chardy Corentin Moutet     | Stan Wawrinka Borna Ćorić Jiří Veselý Grigor Dimitrov                    |
| 1 tháng 2            | Murray River Open Melbourne, Úc ATP Tour 250 $382,575 – Cứng – 56S/24D Kết quả đơn – Kết quả đôi                                       | Nikola Mektić Mate Pavić 7–6(7–2), 6–3         | Jérémy Chardy Fabrice Martin      | Jérémy Chardy Corentin Moutet     | Stan Wawrinka Borna Ćorić Jiří Veselý Grigor Dimitrov                    |
| 8 tháng 2 15 tháng 2 | Giải quần vợt Úc Mở rộng Melbourne, Úc Grand Slam A$32,790,000 – Cứng 128S/128Q/64D/32X Kết quả đơn – Kết quả đôi – Kết quả đôi nam nữ | Novak Djokovic 7–5, 6–2, 6–2                   | Daniil Medvedev                   | Aslan Karatsev Stefanos Tsitsipas | Alexander Zverev Grigor Dimitrov Andrey Rublev Rafael Nadal              |
| 8 tháng 2 15 tháng 2 | Giải quần vợt Úc Mở rộng Melbourne, Úc Grand Slam A$32,790,000 – Cứng 128S/128Q/64D/32X Kết quả đơn – Kết quả đôi – Kết quả đôi nam nữ | Ivan Dodig Filip Polášek 6–3, 6–4              | Rajeev Ram Joe Salisbury          | Aslan Karatsev Stefanos Tsitsipas | Alexander Zverev Grigor Dimitrov Andrey Rublev Rafael Nadal              |
| 8 tháng 2 15 tháng 2 | Giải quần vợt Úc Mở rộng Melbourne, Úc Grand Slam A$32,790,000 – Cứng 128S/128Q/64D/32X Kết quả đơn – Kết quả đôi – Kết quả đôi nam nữ | Barbora Krejčíková Rajeev Ram 6–1, 6–4         | Samantha Stosur Matthew Ebden     | Aslan Karatsev Stefanos Tsitsipas | Alexander Zverev Grigor Dimitrov Andrey Rublev Rafael Nadal              |
| 22 tháng 2           | Open Sud de France Montpellier, Pháp ATP Tour 250 €323,970 – Cứng (trong nhà) – 28S/16Q/16D Kết quả đơn – Kết quả đôi                  | David Goffin 5–7, 6–4, 6–2                     | Roberto Bautista Agut             | Peter Gojowczyk Egor Gerasimov    | Ugo Humbert Dennis Novak Alejandro Davidovich Fokina Lorenzo Sonego      |
| 22 tháng 2           | Open Sud de France Montpellier, Pháp ATP Tour 250 €323,970 – Cứng (trong nhà) – 28S/16Q/16D Kết quả đơn – Kết quả đôi                  | Henri Kontinen Édouard Roger-Vasselin 6–2, 7–5 | Jonathan Erlich Andrei Vasilevski | Peter Gojowczyk Egor Gerasimov    | Ugo Humbert Dennis Novak Alejandro Davidovich Fokina Lorenzo Sonego      |
| 22 tháng 2           | Córdoba Open Córdoba, Argentina ATP Tour 250 $393,935 – Đất nện (Đỏ) – 28S/32Q/16D Kết quả đơn – Kết quả đôi                           | Juan Manuel Cerúndolo 6–0, 2–6, 6–2            | Albert Ramos Viñolas              | Facundo Bagnis Federico Coria     | Diego Schwartzman Jozef Kovalík Thiago Monteiro Benoît Paire             |
| 22 tháng 2           | Córdoba Open Córdoba, Argentina ATP Tour 250 $393,935 – Đất nện (Đỏ) – 28S/32Q/16D Kết quả đơn – Kết quả đôi                           | Rafael Matos Felipe Meligeni Alves 6–4, 6–1    | Romain Arneodo Benoît Paire       | Facundo Bagnis Federico Coria     | Diego Schwartzman Jozef Kovalík Thiago Monteiro Benoît Paire             |
| 22 tháng 2           | Singapore Open Singapore, Singapore ATP Tour 250 $361,800 – Cứng (trong nhà) – 28S/16Q/16D Kết quả đơn – Kết quả đôi                   | Alexei Popyrin 4–6, 6–0, 6–2                   | Alexander Bublik                  | Radu Albot Marin Čilić            | Adrian Mannarino Yoshihito Nishioka Kwon Soon-woo Matthew Ebden          |
| 22 tháng 2           | Singapore Open Singapore, Singapore ATP Tour 250 $361,800 – Cứng (trong nhà) – 28S/16Q/16D Kết quả đơn – Kết quả đôi                   | Sander Gillé Joran Vliegen 6–2, 6–3            | Matthew Ebden John-Patrick Smith  | Radu Albot Marin Čilić            | Adrian Mannarino Yoshihito Nishioka Kwon Soon-woo Matthew Ebden          |

### Tháng 3
| Tuần                  | Giải đấu | Nhà vô địch                                          | Á quân                             | Bán kết                                | Tứ kết                                                              |
| --------------------- | --- | ---------------------------------------------------- | ---------------------------------- | -------------------------------------- | ------------------------------------------------------------------- |
| 1 tháng 3             | Rotterdam Open Rotterdam, Hà Lan ATP Tour 500 €1,117,900 – Cứng (trong nhà) – 32S/16Q/16D Kết quả đơn – Kết quả đôi                           | Andrey Rublev 7–6(7–4), 6–4                          | Márton Fucsovics                   | Borna Ćorić Stefanos Tsitsipas         | Kei Nishikori Tommy Paul Jérémy Chardy Karen Khachanov              |
| 1 tháng 3             | Rotterdam Open Rotterdam, Hà Lan ATP Tour 500 €1,117,900 – Cứng (trong nhà) – 32S/16Q/16D Kết quả đơn – Kết quả đôi                           | Nikola Mektić Mate Pavić 7–6(9–7), 6–2               | Kevin Krawietz Horia Tecău         | Borna Ćorić Stefanos Tsitsipas         | Kei Nishikori Tommy Paul Jérémy Chardy Karen Khachanov              |
| 1 tháng 3             | Argentina Open Buenos Aires, Argentina ATP Tour 250 $411,940 – Đất nện (Đỏ) – 28S/32Q/16D Kết quả đơn – Kết quả đôi                           | Diego Schwartzman 6–1, 6–2                           | Francisco Cerúndolo                | Miomir Kecmanović Albert Ramos Viñolas | Jaume Munar Laslo Đere Pablo Andújar Sumit Nagal                    |
| 1 tháng 3             | Argentina Open Buenos Aires, Argentina ATP Tour 250 $411,940 – Đất nện (Đỏ) – 28S/32Q/16D Kết quả đơn – Kết quả đôi                           | Tomislav Brkić Nikola Ćaćić 6–3, 7–5                 | Ariel Behar Gonzalo Escobar        | Miomir Kecmanović Albert Ramos Viñolas | Jaume Munar Laslo Đere Pablo Andújar Sumit Nagal                    |
| 8 tháng 3             | Qatar Open Doha, Qatar ATP Tour 250 $890,920 – Cứng – 28S/16Q/16D Kết quả đơn – Kết quả đôi                                                   | Nikoloz Basilashvili 7–6(7–5), 6–2                   | Roberto Bautista Agut              | Andrey Rublev Taylor Fritz             | Dominic Thiem Márton Fucsovics Denis Shapovalov Roger Federer       |
| 8 tháng 3             | Qatar Open Doha, Qatar ATP Tour 250 $890,920 – Cứng – 28S/16Q/16D Kết quả đơn – Kết quả đôi                                                   | Aslan Karatsev Andrey Rublev 7–5, 6–4                | Marcus Daniell Philipp Oswald      | Andrey Rublev Taylor Fritz             | Dominic Thiem Márton Fucsovics Denis Shapovalov Roger Federer       |
| 8 tháng 3             | Open 13 Marseille, Pháp ATP Tour 250 €409,765 – Cứng (trong nhà) – 28S/16Q/16D Kết quả đơn – Kết quả đôi                                      | Daniil Medvedev 6–4, 6–7(4–7), 6–4                   | Pierre-Hugues Herbert              | Matthew Ebden Ugo Humbert              | Jannik Sinner Karen Khachanov Arthur Rinderknech Stefanos Tsitsipas |
| 8 tháng 3             | Open 13 Marseille, Pháp ATP Tour 250 €409,765 – Cứng (trong nhà) – 28S/16Q/16D Kết quả đơn – Kết quả đôi                                      | Lloyd Glasspool Harri Heliövaara 7–5, 7–6(7–4)       | Sander Arends David Pel            | Matthew Ebden Ugo Humbert              | Jannik Sinner Karen Khachanov Arthur Rinderknech Stefanos Tsitsipas |
| 8 tháng 3             | Chile Open Santiago, Chile ATP Tour 250 $393,935 – Đất nện (Đỏ) – 28S/32Q/16D Kết quả đơn – Kết quả đôi                                       | Cristian Garín 6–4, 6–7(3–7), 7–5                    | Facundo Bagnis                     | Daniel Elahi Galán Federico Delbonis   | Juan Pablo Varillas Roberto Carballés Baena Laslo Đere Holger Rune  |
| 8 tháng 3             | Chile Open Santiago, Chile ATP Tour 250 $393,935 – Đất nện (Đỏ) – 28S/32Q/16D Kết quả đơn – Kết quả đôi                                       | Simone Bolelli Máximo González 7–6(7–4), 6–4         | Federico Delbonis Jaume Munar      | Daniel Elahi Galán Federico Delbonis   | Juan Pablo Varillas Roberto Carballés Baena Laslo Đere Holger Rune  |
| 15 tháng 3            | Dubai Tennis Championships Dubai, Các Tiểu vương quốc Ả Rập Thống nhất ATP Tour 500 $2,048,855 – Cứng – 48S/24Q/16D Kết quả đơn – Kết quả đôi | Aslan Karatsev 6–3, 6–2                              | Lloyd Harris                       | Denis Shapovalov Andrey Rublev         | Kei Nishikori Jérémy Chardy Jannik Sinner Márton Fucsovics          |
| 15 tháng 3            | Dubai Tennis Championships Dubai, Các Tiểu vương quốc Ả Rập Thống nhất ATP Tour 500 $2,048,855 – Cứng – 48S/24Q/16D Kết quả đơn – Kết quả đôi | Juan Sebastián Cabal Robert Farah 7–6(7–0), 7–6(7–4) | Nikola Mektić Mate Pavić           | Denis Shapovalov Andrey Rublev         | Kei Nishikori Jérémy Chardy Jannik Sinner Márton Fucsovics          |
| 15 tháng 3            | Mexican Open Acapulco, Mexico ATP Tour 500 $1,204,960 – Cứng – 32S/32Q/16D Kết quả đơn – Kết quả đôi                                          | Alexander Zverev 6–4, 7–6(7–3)                       | Stefanos Tsitsipas                 | Lorenzo Musetti Dominik Koepfer        | Félix Auger-Aliassime Grigor Dimitrov Cameron Norrie Casper Ruud    |
| 15 tháng 3            | Mexican Open Acapulco, Mexico ATP Tour 500 $1,204,960 – Cứng – 32S/32Q/16D Kết quả đơn – Kết quả đôi                                          | Ken Skupski Neal Skupski 7–6(7–3), 6–4               | Marcel Granollers Horacio Zeballos | Lorenzo Musetti Dominik Koepfer        | Félix Auger-Aliassime Grigor Dimitrov Cameron Norrie Casper Ruud    |
| 22 tháng 3 29 tháng 3 | Miami Open Miami Gardens, Hoa Kỳ ATP Tour Masters 1000 $4,299,205 – Cứng – 96S/48Q/32D Kết quả đơn – Kết quả đôi                              | Hubert Hurkacz 7–6(7–4), 6–4                         | Jannik Sinner                      | Roberto Bautista Agut Andrey Rublev    | Daniil Medvedev Alexander Bublik Sebastian Korda Stefanos Tsitsipas |
| 22 tháng 3 29 tháng 3 | Miami Open Miami Gardens, Hoa Kỳ ATP Tour Masters 1000 $4,299,205 – Cứng – 96S/48Q/32D Kết quả đơn – Kết quả đôi                              | Nikola Mektić Mate Pavić 6–4, 6–4                    | Dan Evans Neal Skupski             | Roberto Bautista Agut Andrey Rublev    | Daniil Medvedev Alexander Bublik Sebastian Korda Stefanos Tsitsipas |

### Tháng 4
| Tuần       | Giải đấu | Nhà vô địch                                    | Á quân                        | Bán kết                                 | Tứ kết                                                               |
| ---------- | --- | ---------------------------------------------- | ----------------------------- | --------------------------------------- | -------------------------------------------------------------------- |
| 5 tháng 4  | Andalucía Open Marbella, Tây Ban Nha ATP Tour 250 €408,800 – Đất nện (Đỏ) – 28S/16Q/16D Kết quả đơn – Kết quả đôi                       | Pablo Carreño Busta 6–1, 2–6, 6–4              | Jaume Munar                   | Albert Ramos Viñolas Carlos Alcaraz     | Kwon Soon-woo Norbert Gombos Casper Ruud Ilya Ivashka                |
| 5 tháng 4  | Andalucía Open Marbella, Tây Ban Nha ATP Tour 250 €408,800 – Đất nện (Đỏ) – 28S/16Q/16D Kết quả đơn – Kết quả đôi                       | Ariel Behar Gonzalo Escobar 6–2, 6–4           | Tomislav Brkić Nikola Ćaćić   | Albert Ramos Viñolas Carlos Alcaraz     | Kwon Soon-woo Norbert Gombos Casper Ruud Ilya Ivashka                |
| 5 tháng 4  | Sardegna Open Cagliari, Ý ATP Tour 250 €408,800 – Đất nện (Đỏ) – 28S/16Q/16D Kết quả đơn – Kết quả đôi                                  | Lorenzo Sonego 2–6, 7–6(7–5), 6–4              | Laslo Đere                    | Nikoloz Basilashvili Taylor Fritz       | Lorenzo Musetti Jan-Lennard Struff Yannick Hanfmann Aljaž Bedene     |
| 5 tháng 4  | Sardegna Open Cagliari, Ý ATP Tour 250 €408,800 – Đất nện (Đỏ) – 28S/16Q/16D Kết quả đơn – Kết quả đôi                                  | Lorenzo Sonego Andrea Vavassori 6–3, 6–4       | Simone Bolelli Andrés Molteni | Nikoloz Basilashvili Taylor Fritz       | Lorenzo Musetti Jan-Lennard Struff Yannick Hanfmann Aljaž Bedene     |
| 12 tháng 4 | Monte-Carlo Masters Roquebrune-Cap-Martin, Pháp ATP Tour Masters 1000 €2,460,585 – Đất nện (Đỏ) – 56S/28Q/28D Kết quả đơn – Kết quả đôi | Stefanos Tsitsipas 6–3, 6–3                    | Andrey Rublev                 | Dan Evans Casper Ruud                   | David Goffin Alejandro Davidovich Fokina Rafael Nadal Fabio Fognini  |
| 12 tháng 4 | Monte-Carlo Masters Roquebrune-Cap-Martin, Pháp ATP Tour Masters 1000 €2,460,585 – Đất nện (Đỏ) – 56S/28Q/28D Kết quả đơn – Kết quả đôi | Nikola Mektić Mate Pavić 6–3, 4–6, [10–7]      | Dan Evans Neal Skupski        | Dan Evans Casper Ruud                   | David Goffin Alejandro Davidovich Fokina Rafael Nadal Fabio Fognini  |
| 19 tháng 4 | Barcelona Open Barcelona, Tây Ban Nha ATP Tour 500 €1,702,800 – Đất nện (Đỏ) – 48S/24Q/16D Kết quả đơn – Kết quả đôi                    | Rafael Nadal 6–4, 6–7(6–8), 7–5                | Stefanos Tsitsipas            | Pablo Carreño Busta Jannik Sinner       | Cameron Norrie Diego Schwartzman Andrey Rublev Félix Auger-Aliassime |
| 19 tháng 4 | Barcelona Open Barcelona, Tây Ban Nha ATP Tour 500 €1,702,800 – Đất nện (Đỏ) – 48S/24Q/16D Kết quả đơn – Kết quả đôi                    | Juan Sebastián Cabal Robert Farah 6–4, 6–2     | Kevin Krawietz Horia Tecău    | Pablo Carreño Busta Jannik Sinner       | Cameron Norrie Diego Schwartzman Andrey Rublev Félix Auger-Aliassime |
| 19 tháng 4 | Serbia Open Belgrade, Serbia ATP Tour 250 €711,800 – Đất nện (Đỏ) – 28S/16Q/16D Kết quả đơn – Kết quả đôi                               | Matteo Berrettini 6–1, 3–6, 7–6(7–0)           | Aslan Karatsev                | Novak Djokovic Taro Daniel              | Miomir Kecmanović Gianluca Mager Federico Delbonis Filip Krajinović  |
| 19 tháng 4 | Serbia Open Belgrade, Serbia ATP Tour 250 €711,800 – Đất nện (Đỏ) – 28S/16Q/16D Kết quả đơn – Kết quả đôi                               | Ivan Sabanov Matej Sabanov 6–3, 7–6(7–5)       | Ariel Behar Gonzalo Escobar   | Novak Djokovic Taro Daniel              | Miomir Kecmanović Gianluca Mager Federico Delbonis Filip Krajinović  |
| 26 tháng 4 | Estoril Open Cascais, Bồ Đào Nha ATP Tour 250 €481,270 – Đất nện (Đỏ) – 28S/16Q/16D Kết quả đơn – Kết quả đôi                           | Albert Ramos Viñolas 4–6, 6–3, 7–6(7–3)        | Cameron Norrie                | Alejandro Davidovich Fokina Marin Čilić | Corentin Moutet Ugo Humbert Kevin Anderson Cristian Garín            |
| 26 tháng 4 | Estoril Open Cascais, Bồ Đào Nha ATP Tour 250 €481,270 – Đất nện (Đỏ) – 28S/16Q/16D Kết quả đơn – Kết quả đôi                           | Hugo Nys Tim Pütz 7–5, 3–6, [10–3]             | Luke Bambridge Dominic Inglot | Alejandro Davidovich Fokina Marin Čilić | Corentin Moutet Ugo Humbert Kevin Anderson Cristian Garín            |
| 26 tháng 4 | Bavarian International Tennis Championships Munich, Đức ATP Tour 250 €481,270 – Đất nện (Đỏ) – 28S/16Q/16D Kết quả đơn – Kết quả đôi    | Nikoloz Basilashvili 6–4, 7–6(7–5)             | Jan-Lennard Struff            | Ilya Ivashka Casper Ruud                | Alexander Zverev Filip Krajinović Norbert Gombos John Millman        |
| 26 tháng 4 | Bavarian International Tennis Championships Munich, Đức ATP Tour 250 €481,270 – Đất nện (Đỏ) – 28S/16Q/16D Kết quả đơn – Kết quả đôi    | Wesley Koolhof Kevin Krawietz 4–6, 6–4, [10–5] | Sander Gillé Joran Vliegen    | Ilya Ivashka Casper Ruud                | Alexander Zverev Filip Krajinović Norbert Gombos John Millman        |

### Tháng 5
| Tuần                 | Giải đấu | Nhà vô địch                                            | Á quân                              | Bán kết                         | Tứ kết                                                                          |
| -------------------- | --- | ------------------------------------------------------ | ----------------------------------- | ------------------------------- | ------------------------------------------------------------------------------- |
| 3 tháng 5            | Madrid Open Madrid, Tây Ban Nha ATP Tour Masters 1000 €3,226,325 – Đất nện (Đỏ) – 56S/28Q/28D Kết quả đơn – Kết quả đôi                       | Alexander Zverev 6–7(8–10), 6–4, 6–3                   | Matteo Berrettini                   | Dominic Thiem Casper Ruud       | Rafael Nadal John Isner Alexander Bublik Cristian Garín                         |
| 3 tháng 5            | Madrid Open Madrid, Tây Ban Nha ATP Tour Masters 1000 €3,226,325 – Đất nện (Đỏ) – 56S/28Q/28D Kết quả đơn – Kết quả đôi                       | Marcel Granollers Horacio Zeballos 1–6, 6–3, [10–8]    | Nikola Mektić Mate Pavić            | Dominic Thiem Casper Ruud       | Rafael Nadal John Isner Alexander Bublik Cristian Garín                         |
| 10 tháng 5           | Italian Open Rome, Ý ATP Tour Masters 1000 €2,563,710 – Đất nện (Đỏ) – 56S/28Q/32D Kết quả đơn – Kết quả đôi                                  | Rafael Nadal 7–5, 1–6, 6–3                             | Novak Djokovic                      | Lorenzo Sonego Reilly Opelka    | Stefanos Tsitsipas Andrey Rublev Federico Delbonis Alexander Zverev             |
| 10 tháng 5           | Italian Open Rome, Ý ATP Tour Masters 1000 €2,563,710 – Đất nện (Đỏ) – 56S/28Q/32D Kết quả đơn – Kết quả đôi                                  | Nikola Mektić Mate Pavić 6–4, 7–6(7–4)                 | Rajeev Ram Joe Salisbury            | Lorenzo Sonego Reilly Opelka    | Stefanos Tsitsipas Andrey Rublev Federico Delbonis Alexander Zverev             |
| 17 tháng 5           | Geneva Open Geneva, Thụy Sĩ ATP Tour 250 €481,270 – Đất nện (Đỏ) – 28S/16Q/16D Kết quả đơn – Kết quả đôi                                      | Casper Ruud 7–6(8–6), 6–4                              | Denis Shapovalov                    | Pablo Andújar Pablo Cuevas      | Dominic Stricker Dominik Koepfer Grigor Dimitrov Laslo Đere                     |
| 17 tháng 5           | Geneva Open Geneva, Thụy Sĩ ATP Tour 250 €481,270 – Đất nện (Đỏ) – 28S/16Q/16D Kết quả đơn – Kết quả đôi                                      | John Peers Michael Venus 6–2, 7–5                      | Simone Bolelli Máximo González      | Pablo Andújar Pablo Cuevas      | Dominic Stricker Dominik Koepfer Grigor Dimitrov Laslo Đere                     |
| 17 tháng 5           | Lyon Open Lyon, Pháp ATP Tour 250 €481,270 – Đất nện (Đỏ) – 28S/16Q/16D Kết quả đơn – Kết quả đôi                                             | Stefanos Tsitsipas 6–3, 6–3                            | Cameron Norrie                      | Karen Khachanov Lorenzo Musetti | Arthur Rinderknech Richard Gasquet Aljaž Bedene Yoshihito Nishioka              |
| 17 tháng 5           | Lyon Open Lyon, Pháp ATP Tour 250 €481,270 – Đất nện (Đỏ) – 28S/16Q/16D Kết quả đơn – Kết quả đôi                                             | Hugo Nys Tim Pütz 6–4, 5–7, [10–8]                     | Pierre-Hugues Herbert Nicolas Mahut | Karen Khachanov Lorenzo Musetti | Arthur Rinderknech Richard Gasquet Aljaž Bedene Yoshihito Nishioka              |
| 24 tháng 5           | Emilia-Romagna Open Parma, Ý ATP Tour 250 €480,000 – Đất nện (Đỏ) – 28S/16Q/16D SKết quả đơn – Kết quả đôi                                    | Sebastian Korda 6–2, 6–4                               | Marco Cecchinato                    | Tommy Paul Jaume Munar          | Yoshihito Nishioka Jan-Lennard Struff Norbert Gombos Richard Gasquet            |
| 24 tháng 5           | Emilia-Romagna Open Parma, Ý ATP Tour 250 €480,000 – Đất nện (Đỏ) – 28S/16Q/16D SKết quả đơn – Kết quả đôi                                    | Simone Bolelli Máximo González 6–3, 6–3                | Oliver Marach Aisam-ul-Haq Qureshi  | Tommy Paul Jaume Munar          | Yoshihito Nishioka Jan-Lennard Struff Norbert Gombos Richard Gasquet            |
| 24 tháng 5           | Belgrade Open Belgrade, Serbia ATP Tour 250 €511,000 – Đất nện (Đỏ) – 28S/16Q/16D Kết quả đơn – Kết quả đôi                                   | Novak Djokovic 6–4, 6–3                                | Alex Molčan                         | Andrej Martin Federico Delbonis | Federico Coria Dušan Lajović Fernando Verdasco Roberto Carballés Baena          |
| 24 tháng 5           | Belgrade Open Belgrade, Serbia ATP Tour 250 €511,000 – Đất nện (Đỏ) – 28S/16Q/16D Kết quả đơn – Kết quả đôi                                   | Jonathan Erlich Andrei Vasilevski 6–4, 6–1             | André Göransson Rafael Matos        | Andrej Martin Federico Delbonis | Federico Coria Dušan Lajović Fernando Verdasco Roberto Carballés Baena          |
| 31 tháng 5 7 tháng 6 | Giải quần vợt Pháp Mở rộng Paris, Pháp Grand Slam €34,367,215 – Đất nện (Đỏ) 128S/128Q/64D/16X Kết quả đơn – Kết quả đôi – Kết quả đôi nam nữ | Novak Djokovic 6–7(6–8), 2–6, 6–3, 6–2, 6–4            | Stefanos Tsitsipas                  | Rafael Nadal Alexander Zverev   | Matteo Berrettini Diego Schwartzman Alejandro Davidovich Fokina Daniil Medvedev |
| 31 tháng 5 7 tháng 6 | Giải quần vợt Pháp Mở rộng Paris, Pháp Grand Slam €34,367,215 – Đất nện (Đỏ) 128S/128Q/64D/16X Kết quả đơn – Kết quả đôi – Kết quả đôi nam nữ | Pierre-Hugues Herbert Nicolas Mahut 4–6, 7–6(7–1), 6–4 | Alexander Bublik Andrey Golubev     | Rafael Nadal Alexander Zverev   | Matteo Berrettini Diego Schwartzman Alejandro Davidovich Fokina Daniil Medvedev |
| 31 tháng 5 7 tháng 6 | Giải quần vợt Pháp Mở rộng Paris, Pháp Grand Slam €34,367,215 – Đất nện (Đỏ) 128S/128Q/64D/16X Kết quả đơn – Kết quả đôi – Kết quả đôi nam nữ | Desirae Krawczyk Joe Salisbury 2–6, 6–4, [10–5]        | Elena Vesnina Aslan Karatsev        | Rafael Nadal Alexander Zverev   | Matteo Berrettini Diego Schwartzman Alejandro Davidovich Fokina Daniil Medvedev |

### Tháng 6
| Tuần                 | Giải đấu | Nhà vô địch                                           | Á quân                               | Bán kết                                    | Tứ kết                                                               |
| -------------------- | --- | ----------------------------------------------------- | ------------------------------------ | ------------------------------------------ | -------------------------------------------------------------------- |
| 7 tháng 6            | Stuttgart Open Stuttgart, Đức ATP Tour 250 €618,735 – Cỏ – 28S/16Q/16D Kết quả đơn – Kết quả đôi                                        | Marin Čilić 7–6(7–2), 6–3                             | Félix Auger-Aliassime                | Jurij Rodionov Sam Querrey                 | Denis Shapovalov Alex de Minaur Ugo Humbert Dominic Stricker         |
| 7 tháng 6            | Stuttgart Open Stuttgart, Đức ATP Tour 250 €618,735 – Cỏ – 28S/16Q/16D Kết quả đơn – Kết quả đôi                                        | Marcelo Demoliner Santiago González 4–6, 6–3, [10–8]  | Ariel Behar Gonzalo Escobar          | Jurij Rodionov Sam Querrey                 | Denis Shapovalov Alex de Minaur Ugo Humbert Dominic Stricker         |
| 14 tháng 6           | Halle Open Halle, Đức ATP Tour 500 €1,455,925 – Cỏ – 32S/24Q/24D Kết quả đơn – Kết quả đôi                                              | Ugo Humbert 6–3, 7–6(7–4)                             | Andrey Rublev                        | Félix Auger-Aliassime Nikoloz Basilashvili | Marcos Giron Sebastian Korda Philipp Kohlschreiber Lloyd Harris      |
| 14 tháng 6           | Halle Open Halle, Đức ATP Tour 500 €1,455,925 – Cỏ – 32S/24Q/24D Kết quả đơn – Kết quả đôi                                              | Kevin Krawietz Horia Tecău 7–6(7–4), 6–4              | Félix Auger-Aliassime Hubert Hurkacz | Félix Auger-Aliassime Nikoloz Basilashvili | Marcos Giron Sebastian Korda Philipp Kohlschreiber Lloyd Harris      |
| 14 tháng 6           | Queen's Club Championships Luân Đôn, Anh Quốc ATP Tour 500 €1,427,455 – Cỏ – 32S/16Q/24D Kết quả đơn – Kết quả đôi                      | Matteo Berrettini 6–4, 6–7(5–7), 6–3                  | Cameron Norrie                       | Alex de Minaur Denis Shapovalov            | Dan Evans Marin Čilić Jack Draper Frances Tiafoe                     |
| 14 tháng 6           | Queen's Club Championships Luân Đôn, Anh Quốc ATP Tour 500 €1,427,455 – Cỏ – 32S/16Q/24D Kết quả đơn – Kết quả đôi                      | Pierre-Hugues Herbert Nicolas Mahut 6–4, 7–5          | Reilly Opelka John Peers             | Alex de Minaur Denis Shapovalov            | Dan Evans Marin Čilić Jack Draper Frances Tiafoe                     |
| 21 Jun               | Eastbourne International Eastbourne, Anh Quốc ATP Tour 250 €609,065 – Cỏ – 28S/16Q/16D Kết quả đơn – Kết quả đôi                        | Alex de Minaur 4–6, 6–4, 7–6(7–5)                     | Lorenzo Sonego                       | Max Purcell Kwon Soon-woo                  | Andreas Seppi Alexander Bublik Ilya Ivashka Vasek Pospisil           |
| 21 Jun               | Eastbourne International Eastbourne, Anh Quốc ATP Tour 250 €609,065 – Cỏ – 28S/16Q/16D Kết quả đơn – Kết quả đôi                        | Nikola Mektić Mate Pavić 6–4, 6–3                     | Rajeev Ram Joe Salisbury             | Max Purcell Kwon Soon-woo                  | Andreas Seppi Alexander Bublik Ilya Ivashka Vasek Pospisil           |
| 21 Jun               | Mallorca Championships Santa Ponsa, Tây Ban Nha ATP Tour 250 €783,655 – Cỏ – 28S/16Q/16D Kết quả đơn – Kết quả đôi                      | Daniil Medvedev 6–4, 6–2                              | Sam Querrey                          | Pablo Carreño Busta Adrian Mannarino       | Casper Ruud Jordan Thompson Roberto Bautista Agut Feliciano López    |
| 21 Jun               | Mallorca Championships Santa Ponsa, Tây Ban Nha ATP Tour 250 €783,655 – Cỏ – 28S/16Q/16D Kết quả đơn – Kết quả đôi                      | Simone Bolelli Máximo González Bỏ cuộc trước trận đấu | Novak Djokovic Carlos Gómez-Herrera  | Pablo Carreño Busta Adrian Mannarino       | Casper Ruud Jordan Thompson Roberto Bautista Agut Feliciano López    |
| 28 tháng 6 5 tháng 7 | Giải quần vợt Wimbledon Luân Đôn, Anh Quốc Grand Slam £17,066,000 – Cỏ 128S/128Q/64D/48X Kết quả đơn – Kết quả đôi – Kết quả đôi nam nữ | Novak Djokovic 6–7(4–7), 6–4, 6–4, 6–3                | Matteo Berrettini                    | Denis Shapovalov Hubert Hurkacz            | Márton Fucsovics Karen Khachanov Félix Auger-Aliassime Roger Federer |
| 28 tháng 6 5 tháng 7 | Giải quần vợt Wimbledon Luân Đôn, Anh Quốc Grand Slam £17,066,000 – Cỏ 128S/128Q/64D/48X Kết quả đơn – Kết quả đôi – Kết quả đôi nam nữ | Nikola Mektić Mate Pavić 6–4, 7–6(7–5), 2–6, 7–5      | Marcel Granollers Horacio Zeballos   | Denis Shapovalov Hubert Hurkacz            | Márton Fucsovics Karen Khachanov Félix Auger-Aliassime Roger Federer |
| 28 tháng 6 5 tháng 7 | Giải quần vợt Wimbledon Luân Đôn, Anh Quốc Grand Slam £17,066,000 – Cỏ 128S/128Q/64D/48X Kết quả đơn – Kết quả đôi – Kết quả đôi nam nữ | Neal Skupski Desirae Krawczyk 6–2, 7–6(7–1)           | Joe Salisbury Harriet Dart           | Denis Shapovalov Hubert Hurkacz            | Márton Fucsovics Karen Khachanov Félix Auger-Aliassime Roger Federer |

### Tháng 7
| Tuần       | Giải đấu | Nhà vô địch                                                                              | Á quân                                               | Bán kết                                                          | Tứ kết                                                             |
| ---------- | --- | ---------------------------------------------------------------------------------------- | ---------------------------------------------------- | ---------------------------------------------------------------- | ------------------------------------------------------------------ |
| 12 tháng 7 | Hamburg European Open Hamburg, Đức ATP Tour 500 €1,168,220 – Đất nện (Đỏ) – 28S/24Q/16D Kết quả đơn – Kết quả đôi  | Pablo Carreño Busta 6–2, 6–4                                                             | Filip Krajinović                                     | Laslo Đere Federico Delbonis                                     | Stefanos Tsitsipas Nikoloz Basilashvili Benoît Paire Dušan Lajović |
| 12 tháng 7 | Hamburg European Open Hamburg, Đức ATP Tour 500 €1,168,220 – Đất nện (Đỏ) – 28S/24Q/16D Kết quả đơn – Kết quả đôi  | Tim Pütz Michael Venus 6–3, 6–7(7–3), [10–8]                                             | Kevin Krawietz Horia Tecău                           | Laslo Đere Federico Delbonis                                     | Stefanos Tsitsipas Nikoloz Basilashvili Benoît Paire Dušan Lajović |
| 12 tháng 7 | Hall of Fame Open Newport, Hoa Kỳ ATP Tour 250 $535,535 – Cỏ – 28S/16Q/16D Kết quả đơn – Kết quả đôi               | Kevin Anderson 7–6(10–8), 6–4                                                            | Jenson Brooksby                                      | Alexander Bublik Jordan Thompson                                 | Jason Jung Jack Sock Peter Gojowczyk Maxime Cressy                 |
| 12 tháng 7 | Hall of Fame Open Newport, Hoa Kỳ ATP Tour 250 $535,535 – Cỏ – 28S/16Q/16D Kết quả đơn – Kết quả đôi               | William Blumberg Jack Sock 6–2, 7–6(7–3)                                                 | Austin Krajicek Vasek Pospisil                       | Alexander Bublik Jordan Thompson                                 | Jason Jung Jack Sock Peter Gojowczyk Maxime Cressy                 |
| 12 tháng 7 | Swedish Open Båstad, Thụy Điển ATP Tour 250 €481,270 – Đất nện (Đỏ) – 28S/16Q/16D Kết quả đơn – Kết quả đôi        | Casper Ruud 6–3, 6–3                                                                     | Federico Coria                                       | Roberto Carballés Baena Yannick Hanfmann                         | Henri Laaksonen Norbert Gombos Arthur Rinderknech Cristian Garín   |
| 12 tháng 7 | Swedish Open Båstad, Thụy Điển ATP Tour 250 €481,270 – Đất nện (Đỏ) – 28S/16Q/16D Kết quả đơn – Kết quả đôi        | Sander Arends David Pel 6–4, 6–2                                                         | Andre Begemann Albano Olivetti                       | Roberto Carballés Baena Yannick Hanfmann                         | Henri Laaksonen Norbert Gombos Arthur Rinderknech Cristian Garín   |
| 19 tháng 7 | Croatia Open Umag, Croatia ATP Tour 250 €481,270 – Đất nện (Đỏ) – 28S/16Q/16D Kết quả đơn – Kết quả đôi            | Carlos Alcaraz 6–2, 6–2                                                                  | Richard Gasquet                                      | Albert Ramos Viñolas Daniel Altmaier                             | Stefano Travaglia Filip Krajinović Damir Džumhur Dušan Lajović     |
| 19 tháng 7 | Croatia Open Umag, Croatia ATP Tour 250 €481,270 – Đất nện (Đỏ) – 28S/16Q/16D Kết quả đơn – Kết quả đôi            | Fernando Romboli David Vega Hernández 6–3, 7–5                                           | Tomislav Brkić Nikola Ćaćić                          | Albert Ramos Viñolas Daniel Altmaier                             | Stefano Travaglia Filip Krajinović Damir Džumhur Dušan Lajović     |
| 19 tháng 7 | Swiss Open Gstaad, Thụy Sĩ ATP Tour 250 €481,270 – Đất nện (Đỏ) – 28S/16Q/16D Kết quả đơn – Kết quả đôi            | Casper Ruud 6–3, 6–2                                                                     | Hugo Gaston                                          | Vít Kopřiva Laslo Đere                                           | Mikael Ymer Benoît Paire Cristian Garín Arthur Rinderknech         |
| 19 tháng 7 | Swiss Open Gstaad, Thụy Sĩ ATP Tour 250 €481,270 – Đất nện (Đỏ) – 28S/16Q/16D Kết quả đơn – Kết quả đôi            | Marc-Andrea Hüsler Dominic Stricker 6–1, 7–6(9–7)                                        | Szymon Walków Jan Zieliński                          | Vít Kopřiva Laslo Đere                                           | Mikael Ymer Benoît Paire Cristian Garín Arthur Rinderknech         |
| 19 tháng 7 | Los Cabos Open Cabo San Lucas, Mexico ATP Tour 250 $694,655 – Cứng – 28S/16Q/16D Kết quả đơn – Kết quả đôi         | Cameron Norrie 6–2, 6–2                                                                  | Brandon Nakashima                                    | Taylor Fritz John Isner                                          | Ernesto Escobedo Steve Johnson Jordan Thompson Alex Bolt           |
| 19 tháng 7 | Los Cabos Open Cabo San Lucas, Mexico ATP Tour 250 $694,655 – Cứng – 28S/16Q/16D Kết quả đơn – Kết quả đôi         | Hans Hach Verdugo John Isner 5–7, 6–2, [10–4]                                            | Hunter Reese Sem Verbeek                             | Taylor Fritz John Isner                                          | Ernesto Escobedo Steve Johnson Jordan Thompson Alex Bolt           |
| 26 tháng 7 | Thế vận hội Mùa hè Tokyo, Nhật Bản Thế vận hội Cứng – 64S/32D/16X Kết quả đơn – Kết quả đôi – Kết quả đôi nam nữ   | Vàng                                                                                     | Bạc                                                  | Đồng                                                             | Hạng 4                                                             |
| 26 tháng 7 | Thế vận hội Mùa hè Tokyo, Nhật Bản Thế vận hội Cứng – 64S/32D/16X Kết quả đơn – Kết quả đôi – Kết quả đôi nam nữ   | Alexander Zverev (GER) · 6–3, 6–1                                                        | Karen Khachanov (ROC_2020)                           | Pablo Carreño Busta (ESP) · 6–4, 6–7(6–8), 6–3                   | Novak Djokovic (SRB)                                               |
| 26 tháng 7 | Thế vận hội Mùa hè Tokyo, Nhật Bản Thế vận hội Cứng – 64S/32D/16X Kết quả đơn – Kết quả đôi – Kết quả đôi nam nữ   | Nikola Mektić (CRO) · Mate Pavić (CRO) · 6–4, 3–6, [10–6]                                | Marin Čilić (CRO) · Ivan Dodig (CRO)                 | Marcus Daniell (NZL) · Michael Venus (NZL) · 7–6(7–3), 6–2       | Austin Krajicek (USA) · Tennys Sandgren (USA)                      |
| 26 tháng 7 | Thế vận hội Mùa hè Tokyo, Nhật Bản Thế vận hội Cứng – 64S/32D/16X Kết quả đơn – Kết quả đôi – Kết quả đôi nam nữ   | Anastasia Pavlyuchenkova (ROC_2020) · Andrey Rublev (ROC_2020) · 6–3, 6–7 (5–7), [13–11] | Elena Vesnina (ROC_2020) · Aslan Karatsev (ROC_2020) | Ashleigh Barty (AUS) · John Peers (AUS) · Bỏ cuộc trước trận đấu | Nina Stojanović (SRB) · Novak Djokovic (SRB)                       |
| 26 tháng 7 | Atlanta Open Atlanta, Hoa Kỳ ATP Tour 250 $638,385 – Cứng – 28S/16Q/16D Kết quả đơn – Kết quả đôi                  | John Isner 7–6 (10–8), 7–5                                                               | Brandon Nakashima                                    | Emil Ruusuvuori Taylor Fritz                                     | Jordan Thompson Cameron Norrie Reilly Opelka Christopher O'Connell |
| 26 tháng 7 | Atlanta Open Atlanta, Hoa Kỳ ATP Tour 250 $638,385 – Cứng – 28S/16Q/16D Kết quả đơn – Kết quả đôi                  | Reilly Opelka Jannik Sinner 6–4, 6–7(6–8), [10–3]                                        | Steve Johnson Jordan Thompson                        | Emil Ruusuvuori Taylor Fritz                                     | Jordan Thompson Cameron Norrie Reilly Opelka Christopher O'Connell |
| 26 tháng 7 | Austrian Open Kitzbühel Kitzbühel, Áo ATP Tour 250 €481,270 – Đất nện (Đỏ) – 28S/16Q/16D Kết quả đơn – Kết quả đôi | Casper Ruud 6–1, 4–6, 6–3                                                                | Pedro Martínez                                       | Arthur Rinderknech Daniel Altmaier                               | Mikael Ymer Filip Krajinović Gianluca Mager Jozef Kovalík          |
| 26 tháng 7 | Austrian Open Kitzbühel Kitzbühel, Áo ATP Tour 250 €481,270 – Đất nện (Đỏ) – 28S/16Q/16D Kết quả đơn – Kết quả đôi | Alexander Erler Lucas Miedler 7–5, 7–6(7–5)                                              | Roman Jebavý Matwé Middelkoop                        | Arthur Rinderknech Daniel Altmaier                               | Mikael Ymer Filip Krajinović Gianluca Mager Jozef Kovalík          |

### Tháng 8
| Tuần                 | Giải đấu | Nhà vô địch                                            | Á quân                         | Bán kết                                | Tứ kết                                                                |
| -------------------- | --- | ------------------------------------------------------ | ------------------------------ | -------------------------------------- | --------------------------------------------------------------------- |
| 2 tháng 8            | Washington Open Washington, Hoa Kỳ ATP Tour 500 $2,046,340 – Cứng – 48S/24Q/16D Kết quả đơn – Kết quả đôi                                       | Jannik Sinner 7–5, 4–6, 7–5                            | Mackenzie McDonald             | Kei Nishikori Jenson Brooksby          | Lloyd Harris Denis Kudla Steve Johnson John Millman                   |
| 2 tháng 8            | Washington Open Washington, Hoa Kỳ ATP Tour 500 $2,046,340 – Cứng – 48S/24Q/16D Kết quả đơn – Kết quả đôi                                       | Raven Klaasen Ben McLachlan 7–6(7–4), 6–4              | Neal Skupski Michael Venus     | Kei Nishikori Jenson Brooksby          | Lloyd Harris Denis Kudla Steve Johnson John Millman                   |
| 9 tháng 8            | Canadian Open Toronto, Canada ATP Tour Masters 1000 $3,487,915 – Cứng – 48S/24Q/28D Kết quả đơn – Kết quả đôi                                   | Daniil Medvedev 6–4, 6–3                               | Reilly Opelka                  | John Isner Stefanos Tsitsipas          | Hubert Hurkacz Gaël Monfils Casper Ruud Roberto Bautista Agut         |
| 9 tháng 8            | Canadian Open Toronto, Canada ATP Tour Masters 1000 $3,487,915 – Cứng – 48S/24Q/28D Kết quả đơn – Kết quả đôi                                   | Rajeev Ram Joe Salisbury 6–3, 4–6, [10–3]              | Nikola Mektić Mate Pavić       | John Isner Stefanos Tsitsipas          | Hubert Hurkacz Gaël Monfils Casper Ruud Roberto Bautista Agut         |
| 16 tháng 8           | Cincinnati Masters Mason, Hoa Kỳ ATP Tour Masters 1000 $3,707,550 – Cứng – 56S/28Q/28D Kết quả đơn – Kết quả đôi                                | Alexander Zverev 6–2, 6–3                              | Andrey Rublev                  | Daniil Medvedev Stefanos Tsitsipas     | Pablo Carreño Busta Benoît Paire Casper Ruud Félix Auger-Aliassime    |
| 16 tháng 8           | Cincinnati Masters Mason, Hoa Kỳ ATP Tour Masters 1000 $3,707,550 – Cứng – 56S/28Q/28D Kết quả đơn – Kết quả đôi                                | Marcel Granollers Horacio Zeballos 7–6(7–5), 7–6(7–5)  | Steve Johnson Austin Krajicek  | Daniil Medvedev Stefanos Tsitsipas     | Pablo Carreño Busta Benoît Paire Casper Ruud Félix Auger-Aliassime    |
| 23 tháng 8           | Winston-Salem Open Winston-Salem, Hoa Kỳ ATP Tour 250 $807,210 – Cứng – 48S/16Q/16D Kết quả đơn – Kết quả đôi                                   | Ilya Ivashka 6–0, 6–2                                  | Mikael Ymer                    | Emil Ruusuvuori Carlos Alcaraz         | Pablo Carreño Busta Richard Gasquet Marcos Giron Frances Tiafoe       |
| 23 tháng 8           | Winston-Salem Open Winston-Salem, Hoa Kỳ ATP Tour 250 $807,210 – Cứng – 48S/16Q/16D Kết quả đơn – Kết quả đôi                                   | Marcelo Arévalo Matwé Middelkoop 6–7(5–7), 7–5, [10–6] | Ivan Dodig Austin Krajicek     | Emil Ruusuvuori Carlos Alcaraz         | Pablo Carreño Busta Richard Gasquet Marcos Giron Frances Tiafoe       |
| 30 tháng 8 6 tháng 9 | Giải quần vợt Mỹ Mở rộng New York City, Hoa Kỳ Grand Slam $27,200,000 – Cứng – 128S/128Q/64D/32X Kết quả đơn – Kết quả đôi – Kết quả đôi nam nữ | Daniil Medvedev 6–4, 6–4, 6–4                          | Novak Djokovic                 | Alexander Zverev Félix Auger-Aliassime | Matteo Berrettini Lloyd Harris Carlos Alcaraz Botic van de Zandschulp |
| 30 tháng 8 6 tháng 9 | Giải quần vợt Mỹ Mở rộng New York City, Hoa Kỳ Grand Slam $27,200,000 – Cứng – 128S/128Q/64D/32X Kết quả đơn – Kết quả đôi – Kết quả đôi nam nữ | Rajeev Ram Joe Salisbury 3–6, 6–2, 6–2                 | Jamie Murray Bruno Soares      | Alexander Zverev Félix Auger-Aliassime | Matteo Berrettini Lloyd Harris Carlos Alcaraz Botic van de Zandschulp |
| 30 tháng 8 6 tháng 9 | Giải quần vợt Mỹ Mở rộng New York City, Hoa Kỳ Grand Slam $27,200,000 – Cứng – 128S/128Q/64D/32X Kết quả đơn – Kết quả đôi – Kết quả đôi nam nữ | Desirae Krawczyk Joe Salisbury 7–5, 6–2                | Giuliana Olmos Marcelo Arévalo | Alexander Zverev Félix Auger-Aliassime | Matteo Berrettini Lloyd Harris Carlos Alcaraz Botic van de Zandschulp |

### Tháng 9
| Tuần       | Giải đấu | Nhà vô địch                                      | Á quân                            | Bán kết                       | Tứ kết                                                           |
| ---------- | --- | ------------------------------------------------ | --------------------------------- | ----------------------------- | ---------------------------------------------------------------- |
| 20 tháng 9 | Laver Cup Boston, Hoa Kỳ Cứng (trong nhà)                                                                           | Đội châu Âu 14–1                                 | Đội Thế giới                      |                               |                                                                  |
| 20 tháng 9 | Astana Open Nur-Sultan, Kazakhstan ATP Tour 250 $541,800 – Cứng (trong nhà) – 28S/16Q/16D Kết quả đơn – Kết quả đôi | Kwon Soon-woo 7–6(8–6), 6–3                      | James Duckworth                   | Ilya Ivashka Alexander Bublik | Emil Ruusuvuori John Millman Laslo Đere Carlos Taberner          |
| 20 tháng 9 | Astana Open Nur-Sultan, Kazakhstan ATP Tour 250 $541,800 – Cứng (trong nhà) – 28S/16Q/16D Kết quả đơn – Kết quả đôi | Santiago González Andrés Molteni 6–1, 6–2        | Jonathan Erlich Andrei Vasilevski | Ilya Ivashka Alexander Bublik | Emil Ruusuvuori John Millman Laslo Đere Carlos Taberner          |
| 20 tháng 9 | Moselle Open Metz, Pháp ATP Tour 250 $481,270 – Cứng (trong nhà) – 28S/16Q/16D Kết quả đơn – Kết quả đôi            | Hubert Hurkacz 7–6(7–2), 6–3                     | Pablo Carreño Busta               | Peter Gojowczyk Gaël Monfils  | Andy Murray Marcos Giron Nikoloz Basilashvili Holger Rune        |
| 20 tháng 9 | Moselle Open Metz, Pháp ATP Tour 250 $481,270 – Cứng (trong nhà) – 28S/16Q/16D Kết quả đơn – Kết quả đôi            | Hubert Hurkacz Jan Zieliński 7–5, 6–3            | Hugo Nys Arthur Rinderknech       | Peter Gojowczyk Gaël Monfils  | Andy Murray Marcos Giron Nikoloz Basilashvili Holger Rune        |
| 27 tháng 9 | San Diego Open San Diego, Hoa Kỳ ATP Tour 250 $600,000 - Cứng – 28S/16Q/16D Kết quả đơn – Kết quả đôi               | Casper Ruud 6–0, 6–2                             | Cameron Norrie                    | Andrey Rublev Grigor Dimitrov | Diego Schwartzman Denis Shapovalov Aslan Karatsev Lorenzo Sonego |
| 27 tháng 9 | San Diego Open San Diego, Hoa Kỳ ATP Tour 250 $600,000 - Cứng – 28S/16Q/16D Kết quả đơn – Kết quả đôi               | Joe Salisbury Neal Skupski 7–6(7–2), 3–6, [10–5] | John Peers Filip Polášek          | Andrey Rublev Grigor Dimitrov | Diego Schwartzman Denis Shapovalov Aslan Karatsev Lorenzo Sonego |
| 27 tháng 9 | Sofia Open Sofia, Bulgaria ATP Tour 250 €389,270 - Cứng (trong nhà) – 28S/16Q/16D Kết quả đơn – Kết quả đôi         | Jannik Sinner 6–3, 6–4                           | Gaël Monfils                      | Filip Krajinović Marcos Giron | James Duckworth Kamil Majchrzak John Millman Gianluca Mager      |
| 27 tháng 9 | Sofia Open Sofia, Bulgaria ATP Tour 250 €389,270 - Cứng (trong nhà) – 28S/16Q/16D Kết quả đơn – Kết quả đôi         | Jonny O'Mara Ken Skupski 6–3, 6–4                | Oliver Marach Philipp Oswald      | Filip Krajinović Marcos Giron | James Duckworth Kamil Majchrzak John Millman Gianluca Mager      |

### Tháng 10
| Tuần                   | Giải đấu | Nhà vô địch                                        | Á quân                           | Bán kết                                    | Tứ kết                                                                            |
| ---------------------- | --- | -------------------------------------------------- | -------------------------------- | ------------------------------------------ | --------------------------------------------------------------------------------- |
| 4 tháng 10 11 tháng 10 | Indian Wells Masters Indian Wells, Hoa Kỳ ATP Tour Masters 1000 $9,146,125 – Cứng – 96S/48Q/32D Kết quả đơn – Kết quả đôi | Cameron Norrie 3–6, 6–4, 6–1                       | Nikoloz Basilashvili             | Grigor Dimitrov Taylor Fritz               | Hubert Hurkacz Diego Schwartzman Alexander Zverev Stefanos Tsitsipas              |
| 4 tháng 10 11 tháng 10 | Indian Wells Masters Indian Wells, Hoa Kỳ ATP Tour Masters 1000 $9,146,125 – Cứng – 96S/48Q/32D Kết quả đơn – Kết quả đôi | John Peers Filip Polášek 6–3, 7–6(7–5)             | Aslan Karatsev Andrey Rublev     | Grigor Dimitrov Taylor Fritz               | Hubert Hurkacz Diego Schwartzman Alexander Zverev Stefanos Tsitsipas              |
| 18 tháng 10            | Kremlin Cup Moscow, Nga ATP Tour 250 $779,515 – Cứng (trong nhà) – 28S/16Q/16D Kết quả đơn – Kết quả đôi                  | Aslan Karatsev 6–2, 6–4                            | Marin Čilić                      | Ričardas Berankis Karen Khachanov          | Adrian Mannarino Pedro Martínez John Millman Gilles Simon                         |
| 18 tháng 10            | Kremlin Cup Moscow, Nga ATP Tour 250 $779,515 – Cứng (trong nhà) – 28S/16Q/16D Kết quả đơn – Kết quả đôi                  | Harri Heliövaara Matwé Middelkoop 7–5, 4–6, [11–9] | Tomislav Brkić Nikola Ćaćić      | Ričardas Berankis Karen Khachanov          | Adrian Mannarino Pedro Martínez John Millman Gilles Simon                         |
| 18 tháng 10            | European Open Antwerp, Bỉ ATP Tour 250 €584,125 – Cứng (trong nhà) – 28S/16Q/16D Kết quả đơn – Kết quả đôi                | Jannik Sinner 6–2, 6–2                             | Diego Schwartzman                | Lloyd Harris Jenson Brooksby               | Arthur Rinderknech Márton Fucsovics Alejandro Davidovich Fokina Brandon Nakashima |
| 18 tháng 10            | European Open Antwerp, Bỉ ATP Tour 250 €584,125 – Cứng (trong nhà) – 28S/16Q/16D Kết quả đơn – Kết quả đôi                | Nicolas Mahut Fabrice Martin 6–0, 6–1              | Wesley Koolhof Jean-Julien Rojer | Lloyd Harris Jenson Brooksby               | Arthur Rinderknech Márton Fucsovics Alejandro Davidovich Fokina Brandon Nakashima |
| 25 tháng 10            | Vienna Open Viên, Áo ATP Tour 500 €1,974,510 – Cứng (trong nhà) – 32S/16Q/16D Kết quả đơn – Kết quả đôi                   | Alexander Zverev 7–5, 6–4                          | Frances Tiafoe                   | Jannik Sinner Carlos Alcaraz               | Diego Schwartzman Casper Ruud Matteo Berrettini Félix Auger-Aliassime             |
| 25 tháng 10            | Vienna Open Viên, Áo ATP Tour 500 €1,974,510 – Cứng (trong nhà) – 32S/16Q/16D Kết quả đơn – Kết quả đôi                   | Juan Sebastián Cabal Robert Farah 6–4, 6–2         | Rajeev Ram Joe Salisbury         | Jannik Sinner Carlos Alcaraz               | Diego Schwartzman Casper Ruud Matteo Berrettini Félix Auger-Aliassime             |
| 25 tháng 10            | St. Petersburg Open St. Petersburg, Nga ATP Tour 250 $932,370 – Cứng (trong nhà) – 28S/16Q/16D Kết quả đơn – Kết quả đôi  | Marin Čilić 7–6(7–3), 4–6, 6–4                     | Taylor Fritz                     | Botic van de Zandschulp Jan-Lennard Struff | Andrey Rublev Roberto Bautista Agut John Millman Denis Shapovalov                 |
| 25 tháng 10            | St. Petersburg Open St. Petersburg, Nga ATP Tour 250 $932,370 – Cứng (trong nhà) – 28S/16Q/16D Kết quả đơn – Kết quả đôi  | Jamie Murray Bruno Soares 6–3, 6–4                 | Andrey Golubev Hugo Nys          | Botic van de Zandschulp Jan-Lennard Struff | Andrey Rublev Roberto Bautista Agut John Millman Denis Shapovalov                 |

### Tháng 11
| Tuần                    | Giải đấu | Nhà vô địch                                       | Á quân                                 | Bán kết                              | Tứ kết                                                                                                   |
| ----------------------- | --- | ------------------------------------------------- | -------------------------------------- | ------------------------------------ | --- |
| 1 tháng 11              | Paris Masters Paris, Pháp ATP Tour Masters 1000 €3,084,450 – Cứng (trong nhà) – 56S/28Q/24D Kết quả đơn – Kết quả đôi | Novak Djokovic 4–6, 6–3, 6–3                      | Daniil Medvedev                        | Hubert Hurkacz Alexander Zverev      | Taylor Fritz James Duckworth Casper Ruud Hugo Gaston                                                     |
| 1 tháng 11              | Paris Masters Paris, Pháp ATP Tour Masters 1000 €3,084,450 – Cứng (trong nhà) – 56S/28Q/24D Kết quả đơn – Kết quả đôi | Tim Pütz Michael Venus 6–3, 6–7(4–7), [11–9]      | Pierre-Hugues Herbert Nicolas Mahut    | Hubert Hurkacz Alexander Zverev      | Taylor Fritz James Duckworth Casper Ruud Hugo Gaston                                                     |
| 8 tháng 11              | Stockholm Open Stockholm, Thụy Điển ATP Tour 250 €635,750 – Cứng (trong nhà) – 28S/16Q/16D Kết quả đơn – Kết quả đôi  | Tommy Paul 6–4, 2–6, 6–4                          | Denis Shapovalov                       | Frances Tiafoe Félix Auger-Aliassime | Andy Murray Dan Evans Arthur Rinderknech Botic van de Zandschulp                                         |
| 8 tháng 11              | Stockholm Open Stockholm, Thụy Điển ATP Tour 250 €635,750 – Cứng (trong nhà) – 28S/16Q/16D Kết quả đơn – Kết quả đôi  | Santiago González Andrés Molteni 6–2, 6–2         | Aisam-ul-Haq Qureshi Jean-Julien Rojer | Frances Tiafoe Félix Auger-Aliassime | Andy Murray Dan Evans Arthur Rinderknech Botic van de Zandschulp                                         |
| 8 tháng 11              | Next Gen ATP Finals Milan, Ý Next Generation ATP Finals $1,300,000 – Cứng (trong nhà) – 8S (RR) Kết quả đơn           | Carlos Alcaraz 4–3(7–5), 4–2, 4–2                 | Sebastian Korda                        | Sebastián Báez Brandon Nakashima     | Vòng bảng Juan Manuel Cerúndolo Hugo Gaston Lorenzo Musetti Holger Rune                                  |
| 8 tháng 11 15 tháng 11  | ATP Finals Turin, Ý ATP Finals $7,250,000 – Cứng (trong nhà) – 8S/8D (RR) Kết quả đơn – Kết quả đôi                   | Alexander Zverev 6–4, 6–4                         | Daniil Medvedev                        | Novak Djokovic Casper Ruud           | Vòng bảng Matteo Berrettini Hubert Hurkacz Cameron Norrie Andrey Rublev Jannik Sinner Stefanos Tsitsipas |
| 8 tháng 11 15 tháng 11  | ATP Finals Turin, Ý ATP Finals $7,250,000 – Cứng (trong nhà) – 8S/8D (RR) Kết quả đơn – Kết quả đôi                   | Pierre-Hugues Herbert Nicolas Mahut 6–4, 7–6(7–0) | Rajeev Ram Joe Salisbury               | Novak Djokovic Casper Ruud           | Vòng bảng Matteo Berrettini Hubert Hurkacz Cameron Norrie Andrey Rublev Jannik Sinner Stefanos Tsitsipas |
| 22 tháng 11 29 tháng 11 | Vòng chung kết Davis Cup Madrid, Tây Ban Nha Turin, Ý Innsbruck, Áo Cứng (trong nhà)                                  | RTF 2–0                                           | Croatia                                | Đức · Serbia                         | Thụy Điển · Anh Quốc · Ý · Kazakhstan                                                                    |

### Giải đấu bị ảnh hưởng
Đại dịch COVID-19 đã ảnh hưởng đến các giải đấu ở cả ATP và WTA. Dưới đây là các giải đấu bị hủy hoặc hoãn do đại dịch COVID-19.
| Tuần                  | Giải đấu                                                                          | Thực trạng                                                          |
| --------------------- | --------------------------------------------------------------------------------- | ------------------------------------------------------------------- |
| 4 tháng 1             | ATP Cup Brisbane, Perth, Sydney, Úc Cứng – 24 đội                                 | Hoãn đến ngày 1 tháng 2, giảm xuống 12 đội, và chuyển đến Melbourne |
| 4 tháng 1             | Qatar ExxonMobil Open Doha, Qatar ATP Tour 250 Cứng                               | Hoãn đến ngày 8 tháng 3                                             |
| 11 tháng 1            | ASB Classic Auckland, New Zealand ATP Tour 250 Cứng                               | Hủy                                                                 |
| 11 tháng 1            | Adelaide International Adelaide, Australia ATP Tour 250 Cứng                      | Hoãn đến ngày 1 tháng 2 và chuyển đến Melbourne                     |
| 18 tháng 1 25 tháng 1 | Giải quần vợt Úc Mở rộng Melbourne, Úc Grand Slam Cứng                            | Hoãn đến ngày 8 tháng 2                                             |
| 1 tháng 2             | Tata Open Maharashtra Pune, Ấn Độ ATP Tour 250 Cứng                               | Hủy                                                                 |
| 1 tháng 2             | Córdoba Open Córdoba, Argentina ATP Tour 250 Đất nện                              | Hoãn đến ngày 22 tháng 2                                            |
| 1 tháng 2             | Open Sud de France Montpellier, Pháp ATP Tour 250 Cứng (trong nhà)                | Hoãn đến ngày 22 tháng 2                                            |
| 8 tháng 2             | ABN Amro World Tennis Tournament Rotterdam, Hà Lan ATP Tour 500 Cứng (trong nhà)  | Hoãn đến ngày 1 tháng 3                                             |
| 8 tháng 2             | Argentina Open Buenos Aires, Argentina ATP Tour 250 Đất nện                       | Hoãn đến ngày 1 tháng 3                                             |
| 15 Feb                | Rio Open Rio de Janeiro, Brazil ATP Tour 500 Đất nện (Đỏ)                         | Hủy                                                                 |
| 8 tháng 3 15 tháng 3  | Indian Wells Masters Indian Wells, Hoa Kỳ ATP Tour Masters 1000 Cứng              | Hoãn đến ngày 4 tháng 10                                            |
| 5 tháng 4             | U.S. Men's Clay Court Championships Houston, Hoa Kỳ ATP Tour 250 Đất nện (Đỏ nâu) | Hủy                                                                 |
| 5 tháng 4             | Grand Prix Hassan II Marrakesh, Morocco ATP Tour 250 Đất nện (Đỏ)                 | Hủy                                                                 |
| 24 tháng 5            | Giải quần vợt Pháp Mở rộng Paris, Pháp Grand Slam Đất nện (Đỏ)                    | Hoãn đến ngày 31 tháng 5                                            |
| 7 tháng 6             | Rosmalen Grass Court Championships 's-Hertogenbosch, Hà Lan ATP Tour 250 Cỏ       | Hủy                                                                 |
| 27 tháng 9            | Chengdu Open Thành Đô, Trung Quốc ATP Tour 250 Cứng                               | Hủy                                                                 |
| 27 tháng 9            | Zhuhai Championships Châu Hải, Trung Quốc ATP Tour 250 Cứng                       | Hủy                                                                 |
| 4 tháng 10            | China Open Bắc Kinh, Trung Quốc ATP Tour 500 Cứng                                 | Hủy                                                                 |
| 4 tháng 10            | Japan Open Tokyo, Nhật Bản ATP Tour 500 Cứng                                      | Hủy                                                                 |
| 11 tháng 10           | Shanghai Masters Thượng Hải, Trung Quốc ATP Tour Masters 1000 Cứng                | Hủy                                                                 |
| 25 tháng 10           | Swiss Indoors Basel, Thụy Sĩ ATP Tour 500 Cứng (trong nhà)                        | Hủy                                                                 |

## Thống kê
Bảng dưới đây thống kê số danh hiệu đơn (S), đôi (D), và đôi nam nữ (X) của mỗi tay vợt và mỗi quốc gia giành được trong mùa giải, trong tất cả các thể loại giải đấu của ATP Tour 2021: Giải Grand Slam, ATP Finals, ATP Tour Masters 1000, ATP Tour 500, và ATP Tour 250. Các tay vợt/quốc gia được sắp xếp theo:
1. Tổng số danh hiệu (một danh hiệu đôi giành được bởi hai tay vợt đại diện cho cùng một quốc gia chỉ được tính một danh hiệu cho quốc gia);
2. Độ quan trọng của những danh hiệu đó (một danh hiệu Grand Slam bằng hai danh hiệu Masters 1000, một danh hiệu ATP Finals với thành tích bất bại bằng một phần rưỡi danh hiệu Masters 1000, một danh hiệu Masters 1000 bằng hai danh hiệu 500, một danh hiệu 500 bằng hai danh hiệu 250);
3. Hệ thống phân cấp: đơn > đôi > đôi nam nữ;
4. Thứ tự chữ cái (theo họ của tay vợt).

| Grand Slam            |
| Thế vận hội Mùa hè    |
| ATP Finals            |
| ATP Tour Masters 1000 |
| ATP Tour 500          |
| ATP Tour 250          |

### Số danh hiệu giành được theo tay vợt
| Tổng số | Tay vợt                      | Grand Slam | Grand Slam | Grand Slam | Thế vận hội | Thế vận hội | Thế vận hội | ATP Finals | ATP Finals | Masters 1000 | Masters 1000 | Tour 500 | Tour 500 | Tour 250 | Tour 250 | Tổng số | Tổng số | Tổng số |
| Tổng số | Tay vợt                      | S          | D          | X          | S           | D           | X           | S          | D          | S            | D            | S        | D        | S        | D        | S       | D       | X       |
| ------- | ---------------------------- | ---------- | ---------- | ---------- | ----------- | ----------- | ----------- | ---------- | ---------- | ------------ | ------------ | -------- | -------- | -------- | -------- | ------- | ------- | ------- |
| 9       | Nikola Mektić (CRO)          |            | ●          |            |             | ●           |             |            |            |              | ●            |          | ●        |          | ●        | 0       | 9       | 0       |
| 9       | Mate Pavić (CRO)             |            | ●          |            |             | ●           |             |            |            |              | ●            |          | ●        |          | ●        | 0       | 9       | 0       |
| 6       | Alexander Zverev (GER)       |            |            |            | ●           |             |             | ●          |            | ●            |              | ●        |          |          |          | 6       | 0       | 0       |
| 5       | Novak Djokovic (SRB)         | ●          |            |            |             |             |             |            |            | ●            |              |          |          | ●        |          | 5       | 0       | 0       |
| 5       | Joe Salisbury (GBR)          |            | ●          | ●          |             |             |             |            |            |              | ●            |          |          |          | ●        | 0       | 3       | 2       |
| 5       | Jannik Sinner (ITA)          |            |            |            |             |             |             |            |            |              |              | ●        |          | ●        | ●        | 4       | 1       | 0       |
| 5       | Casper Ruud (NOR)            |            |            |            |             |             |             |            |            |              |              |          |          | ●        |          | 5       | 0       | 0       |
| 4       | Daniil Medvedev (RUS)        | ●          |            |            |             |             |             |            |            | ●            |              |          |          | ●        |          | 4       | 0       | 0       |
| 4       | Nicolas Mahut (FRA)          |            | ●          |            |             |             |             |            | ●          |              |              |          | ●        |          | ●        | 0       | 4       | 0       |
| 4       | Hubert Hurkacz (POL)         |            |            |            |             |             |             |            |            | ●            |              |          |          | ●        | ●        | 3       | 1       | 0       |
| 4       | Tim Pütz (GER)               |            |            |            |             |             |             |            |            |              | ●            |          | ●        |          | ●        | 0       | 4       | 0       |
| 3       | Rajeev Ram (USA)             |            | ●          | ●          |             |             |             |            |            |              | ●            |          |          |          |          | 0       | 2       | 1       |
| 3       | Pierre-Hugues Herbert (FRA)  |            | ●          |            |             |             |             |            | ●          |              |              |          | ●        |          |          | 0       | 3       | 0       |
| 3       | Neal Skupski (GBR)           |            |            | ●          |             |             |             |            |            |              |              |          | ●        |          | ●        | 0       | 2       | 1       |
| 3       | Andrey Rublev (RUS)          |            |            |            |             |             | ●           |            |            |              |              | ●        |          |          | ●        | 1       | 1       | 1       |
| 3       | Michael Venus (NZL)          |            |            |            |             |             |             |            |            |              | ●            |          | ●        |          | ●        | 0       | 3       | 0       |
| 3       | Aslan Karatsev (RUS)         |            |            |            |             |             |             |            |            |              |              | ●        |          | ●        | ●        | 2       | 1       | 0       |
| 3       | Juan Sebastián Cabal (COL)   |            |            |            |             |             |             |            |            |              |              |          | ●        |          |          | 0       | 3       | 0       |
| 3       | Robert Farah (COL)           |            |            |            |             |             |             |            |            |              |              |          | ●        |          |          | 0       | 3       | 0       |
| 3       | Simone Bolelli (ITA)         |            |            |            |             |             |             |            |            |              |              |          |          |          | ●        | 0       | 3       | 0       |
| 3       | Máximo González (ARG)        |            |            |            |             |             |             |            |            |              |              |          |          |          | ●        | 0       | 3       | 0       |
| 3       | Santiago González (MEX)      |            |            |            |             |             |             |            |            |              |              |          |          |          | ●        | 0       | 3       | 0       |
| 2       | Filip Polášek (SVK)          |            | ●          |            |             |             |             |            |            |              | ●            |          |          |          |          | 0       | 2       | 0       |
| 2       | Marcel Granollers (ESP)      |            |            |            |             |             |             |            |            |              | ●            |          |          |          |          | 0       | 2       | 0       |
| 2       | Horacio Zeballos (ARG)       |            |            |            |             |             |             |            |            |              | ●            |          |          |          |          | 0       | 2       | 0       |
| 2       | Rafael Nadal (ESP)           |            |            |            |             |             |             |            |            | ●            |              | ●        |          |          |          | 2       | 0       | 0       |
| 2       | Cameron Norrie (GBR)         |            |            |            |             |             |             |            |            | ●            |              |          |          | ●        |          | 2       | 0       | 0       |
| 2       | Stefanos Tsitsipas (GRE)     |            |            |            |             |             |             |            |            | ●            |              |          |          | ●        |          | 2       | 0       | 0       |
| 2       | John Peers (AUS)             |            |            |            |             |             |             |            |            |              | ●            |          |          |          | ●        | 0       | 2       | 0       |
| 2       | Matteo Berrettini (ITA)      |            |            |            |             |             |             |            |            |              |              | ●        |          | ●        |          | 2       | 0       | 0       |
| 2       | Pablo Carreño Busta (ESP)    |            |            |            |             |             |             |            |            |              |              | ●        |          | ●        |          | 2       | 0       | 0       |
| 2       | Kevin Krawietz (GER)         |            |            |            |             |             |             |            |            |              |              |          | ●        |          | ●        | 0       | 2       | 0       |
| 2       | Ken Skupski (GBR)            |            |            |            |             |             |             |            |            |              |              |          | ●        |          | ●        | 0       | 2       | 0       |
| 2       | Nikoloz Basilashvili (GEO)   |            |            |            |             |             |             |            |            |              |              |          |          | ●        |          | 2       | 0       | 0       |
| 2       | Marin Čilić (CRO)            |            |            |            |             |             |             |            |            |              |              |          |          | ●        |          | 2       | 0       | 0       |
| 2       | Alex de Minaur (AUS)         |            |            |            |             |             |             |            |            |              |              |          |          | ●        |          | 2       | 0       | 0       |
| 2       | John Isner (USA)             |            |            |            |             |             |             |            |            |              |              |          |          | ●        | ●        | 1       | 1       | 0       |
| 2       | Lorenzo Sonego (ITA)         |            |            |            |             |             |             |            |            |              |              |          |          | ●        | ●        | 1       | 1       | 0       |
| 2       | Ariel Behar (URU)            |            |            |            |             |             |             |            |            |              |              |          |          |          | ●        | 0       | 2       | 0       |
| 2       | Gonzalo Escobar (ECU)        |            |            |            |             |             |             |            |            |              |              |          |          |          | ●        | 0       | 2       | 0       |
| 2       | Harri Heliövaara (FIN)       |            |            |            |             |             |             |            |            |              |              |          |          |          | ●        | 0       | 2       | 0       |
| 2       | Matwé Middelkoop (NED)       |            |            |            |             |             |             |            |            |              |              |          |          |          | ●        | 0       | 2       | 0       |
| 2       | Andrés Molteni (ARG)         |            |            |            |             |             |             |            |            |              |              |          |          |          | ●        | 0       | 2       | 0       |
| 2       | Jamie Murray (GBR)           |            |            |            |             |             |             |            |            |              |              |          |          |          | ●        | 0       | 2       | 0       |
| 2       | Hugo Nys (MON)               |            |            |            |             |             |             |            |            |              |              |          |          |          | ●        | 0       | 2       | 0       |
| 2       | Bruno Soares (BRA)           |            |            |            |             |             |             |            |            |              |              |          |          |          | ●        | 0       | 2       | 0       |
| 1       | Ivan Dodig (CRO)             |            | ●          |            |             |             |             |            |            |              |              |          |          |          |          | 0       | 1       | 0       |
| 1       | Ugo Humbert (FRA)            |            |            |            |             |             |             |            |            |              |              | ●        |          |          |          | 1       | 0       | 0       |
| 1       | Raven Klaasen (RSA)          |            |            |            |             |             |             |            |            |              |              |          | ●        |          |          | 0       | 1       | 0       |
| 1       | Ben McLachlan (JPN)          |            |            |            |             |             |             |            |            |              |              |          | ●        |          |          | 0       | 1       | 0       |
| 1       | Horia Tecău (ROU)            |            |            |            |             |             |             |            |            |              |              |          | ●        |          |          | 0       | 1       | 0       |
| 1       | Carlos Alcaraz (ESP)         |            |            |            |             |             |             |            |            |              |              |          |          | ●        |          | 1       | 0       | 0       |
| 1       | Kevin Anderson (RSA)         |            |            |            |             |             |             |            |            |              |              |          |          | ●        |          | 1       | 0       | 0       |
| 1       | Juan Manuel Cerúndolo (ARG)  |            |            |            |             |             |             |            |            |              |              |          |          | ●        |          | 1       | 0       | 0       |
| 1       | Marin Čilić (CRO)            |            |            |            |             |             |             |            |            |              |              |          |          | ●        |          | 1       | 0       | 0       |
| 1       | Dan Evans (GBR)              |            |            |            |             |             |             |            |            |              |              |          |          | ●        |          | 1       | 0       | 0       |
| 1       | Cristian Garín (CHI)         |            |            |            |             |             |             |            |            |              |              |          |          | ●        |          | 1       | 0       | 0       |
| 1       | David Goffin (BEL)           |            |            |            |             |             |             |            |            |              |              |          |          | ●        |          | 1       | 0       | 0       |
| 1       | Ilya Ivashka (BLR)           |            |            |            |             |             |             |            |            |              |              |          |          | ●        |          | 1       | 0       | 0       |
| 1       | Sebastian Korda (USA)        |            |            |            |             |             |             |            |            |              |              |          |          | ●        |          | 1       | 0       | 0       |
| 1       | Kwon Soon-woo (KOR)          |            |            |            |             |             |             |            |            |              |              |          |          | ●        |          | 1       | 0       | 0       |
| 1       | Tommy Paul (USA)             |            |            |            |             |             |             |            |            |              |              |          |          | ●        |          | 1       | 0       | 0       |
| 1       | Alexei Popyrin (AUS)         |            |            |            |             |             |             |            |            |              |              |          |          | ●        |          | 1       | 0       | 0       |
| 1       | Diego Schwartzman (ARG)      |            |            |            |             |             |             |            |            |              |              |          |          | ●        |          | 1       | 0       | 0       |
| 1       | Albert Ramos Viñolas (ESP)   |            |            |            |             |             |             |            |            |              |              |          |          | ●        |          | 1       | 0       | 0       |
| 1       | Sander Arends (NED)          |            |            |            |             |             |             |            |            |              |              |          |          |          | ●        | 0       | 1       | 0       |
| 1       | Marcelo Arévalo (ESA)        |            |            |            |             |             |             |            |            |              |              |          |          |          | ●        | 0       | 1       | 0       |
| 1       | William Blumberg (USA)       |            |            |            |             |             |             |            |            |              |              |          |          |          | ●        | 0       | 1       | 0       |
| 1       | Tomislav Brkić (BIH)         |            |            |            |             |             |             |            |            |              |              |          |          |          | ●        | 0       | 1       | 0       |
| 1       | Nikola Ćaćić (SRB)           |            |            |            |             |             |             |            |            |              |              |          |          |          | ●        | 0       | 1       | 0       |
| 1       | Marcelo Demoliner (BRA)      |            |            |            |             |             |             |            |            |              |              |          |          |          | ●        | 0       | 1       | 0       |
| 1       | Alexander Erler (AUT)        |            |            |            |             |             |             |            |            |              |              |          |          |          | ●        | 0       | 1       | 0       |
| 1       | Jonathan Erlich (ISR)        |            |            |            |             |             |             |            |            |              |              |          |          |          | ●        | 0       | 1       | 0       |
| 1       | Sander Gillé (BEL)           |            |            |            |             |             |             |            |            |              |              |          |          |          | ●        | 0       | 1       | 0       |
| 1       | Lloyd Glasspool (GBR)        |            |            |            |             |             |             |            |            |              |              |          |          |          | ●        | 0       | 1       | 0       |
| 1       | Hans Hach Verdugo (MEX)      |            |            |            |             |             |             |            |            |              |              |          |          |          | ●        | 0       | 1       | 0       |
| 1       | Marc-Andrea Hüsler (SUI)     |            |            |            |             |             |             |            |            |              |              |          |          |          | ●        | 0       | 1       | 0       |
| 1       | Henri Kontinen (FIN)         |            |            |            |             |             |             |            |            |              |              |          |          |          | ●        | 0       | 1       | 0       |
| 1       | Wesley Koolhof (NED)         |            |            |            |             |             |             |            |            |              |              |          |          |          | ●        | 0       | 1       | 0       |
| 1       | Fabrice Martin (FRA)         |            |            |            |             |             |             |            |            |              |              |          |          |          | ●        | 0       | 1       | 0       |
| 1       | Rafael Matos (BRA)           |            |            |            |             |             |             |            |            |              |              |          |          |          | ●        | 0       | 1       | 0       |
| 1       | Felipe Meligeni Alves (BRA)  |            |            |            |             |             |             |            |            |              |              |          |          |          | ●        | 0       | 1       | 0       |
| 1       | Lucas Miedler (AUT)          |            |            |            |             |             |             |            |            |              |              |          |          |          | ●        | 0       | 1       | 0       |
| 1       | Jonny O'Mara (GBR)           |            |            |            |             |             |             |            |            |              |              |          |          |          | ●        | 0       | 1       | 0       |
| 1       | Reilly Opelka (USA)          |            |            |            |             |             |             |            |            |              |              |          |          |          | ●        | 0       | 1       | 0       |
| 1       | David Pel (NED)              |            |            |            |             |             |             |            |            |              |              |          |          |          | ●        | 0       | 1       | 0       |
| 1       | Édouard Roger-Vasselin (FRA) |            |            |            |             |             |             |            |            |              |              |          |          |          | ●        | 0       | 1       | 0       |
| 1       | Fernando Romboli (BRA)       |            |            |            |             |             |             |            |            |              |              |          |          |          | ●        | 0       | 1       | 0       |
| 1       | Ivan Sabanov (CRO)           |            |            |            |             |             |             |            |            |              |              |          |          |          | ●        | 0       | 1       | 0       |
| 1       | Matej Sabanov (CRO)          |            |            |            |             |             |             |            |            |              |              |          |          |          | ●        | 0       | 1       | 0       |
| 1       | Jack Sock (USA)              |            |            |            |             |             |             |            |            |              |              |          |          |          | ●        | 0       | 1       | 0       |
| 1       | Dominic Stricker (SUI)       |            |            |            |             |             |             |            |            |              |              |          |          |          | ●        | 0       | 1       | 0       |
| 1       | Andrei Vasilevski (BLR)      |            |            |            |             |             |             |            |            |              |              |          |          |          | ●        | 0       | 1       | 0       |
| 1       | Andrea Vavassori (ITA)       |            |            |            |             |             |             |            |            |              |              |          |          |          | ●        | 0       | 1       | 0       |
| 1       | David Vega Hernández (ESP)   |            |            |            |             |             |             |            |            |              |              |          |          |          | ●        | 0       | 1       | 0       |
| 1       | Joran Vliegen (BEL)          |            |            |            |             |             |             |            |            |              |              |          |          |          | ●        | 0       | 1       | 0       |
| 1       | Jan Zieliński (POL)          |            |            |            |             |             |             |            |            |              |              |          |          |          | ●        | 0       | 1       | 0       |

### Số danh hiệu giành được theo quốc gia
| Tổng số | Quốc gia                   | Grand Slam | Grand Slam | Grand Slam | Thế vận hội | Thế vận hội | Thế vận hội | ATP Finals | ATP Finals | Masters 1000 | Masters 1000 | Tour 500 | Tour 500 | Tour 250 | Tour 250 | Tổng số | Tổng số | Tổng số |
| Tổng số | Quốc gia                   | S          | D          | X          | S           | D           | X           | S          | D          | S            | D            | S        | D        | S        | D        | S       | D       | X       |
| ------- | -------------------------- | ---------- | ---------- | ---------- | ----------- | ----------- | ----------- | ---------- | ---------- | ------------ | ------------ | -------- | -------- | -------- | -------- | ------- | ------- | ------- |
| 14      | Anh Quốc (GBR)             |            | 1          | 3          |             |             |             |            |            | 1            | 1            |          | 1        | 2        | 5        | 3       | 8       | 3       |
| 13      | Croatia (CRO)              |            | 2          |            |             | 1           |             |            |            |              | 3            |          | 1        | 2        | 4        | 2       | 11      | 0       |
| 12      | Ý (ITA)                    |            |            |            |             |             |             |            |            |              |              | 2        |          | 5        | 5        | 7       | 5       | 0       |
| 11      | Đức (GER)                  |            |            |            | 1           |             |             |            |            | 2            | 1            | 2        | 2        |          | 3        | 5       | 6       | 0       |
| 9       | Nga (RUS)                  | 1          |            |            |             |             | 1           |            |            | 1            |              | 2        |          | 3        | 1        | 7       | 1       | 1       |
| 9       | Tây Ban Nha (ESP)          |            |            |            |             |             |             |            |            | 1            | 2            | 2        |          | 3        | 1        | 6       | 3       | 0       |
| 9       | Hoa Kỳ (USA)               |            | 1          | 1          |             |             |             |            |            |              | 1            |          |          | 3        | 3        | 3       | 5       | 1       |
| 9       | Argentina (ARG)            |            |            |            |             |             |             |            |            |              | 2            |          |          | 2        | 5        | 2       | 7       | 0       |
| 6       | Serbia (SRB)               | 3          |            |            |             |             |             |            |            | 1            |              |          |          | 1        | 1        | 5       | 1       | 0       |
| 6       | Pháp (FRA)                 |            | 1          |            |             |             |             |            | 1          |              |              | 1        | 1        |          | 2        | 1       | 5       | 0       |
| 5       | Úc (AUS)                   |            |            |            |             |             |             |            |            |              | 1            |          |          | 3        | 1        | 3       | 2       | 0       |
| 5       | Na Uy (NOR)                |            |            |            |             |             |             |            |            |              |              |          |          | 5        |          | 5       | 0       | 0       |
| 5       | Brasil (BRA)               |            |            |            |             |             |             |            |            |              |              |          |          |          | 5        | 0       | 5       | 0       |
| 4       | Ba Lan (POL)               |            |            |            |             |             |             |            |            | 1            |              |          |          | 2        | 1        | 3       | 1       | 0       |
| 4       | México (MEX)               |            |            |            |             |             |             |            |            |              |              |          |          |          | 4        | 0       | 4       | 0       |
| 4       | Hà Lan (NED)               |            |            |            |             |             |             |            |            |              |              |          |          |          | 4        | 0       | 4       | 0       |
| 3       | New Zealand (NZL)          |            |            |            |             |             |             |            |            |              | 1            |          | 1        |          | 1        | 0       | 3       | 0       |
| 3       | Colombia (COL)             |            |            |            |             |             |             |            |            |              |              |          | 3        |          |          | 0       | 3       | 0       |
| 3       | Phần Lan (FIN)             |            |            |            |             |             |             |            |            |              |              |          |          |          | 3        | 0       | 3       | 0       |
| 2       | Slovakia (SVK)             |            | 1          |            |             |             |             |            |            |              | 1            |          |          |          |          | 0       | 2       | 0       |
| 2       | Hy Lạp (GRE)               |            |            |            |             |             |             |            |            | 1            |              |          |          | 1        |          | 2       | 0       | 0       |
| 2       | Nam Phi (RSA)              |            |            |            |             |             |             |            |            |              |              |          | 1        | 1        |          | 1       | 1       | 0       |
| 2       | Gruzia (GEO)               |            |            |            |             |             |             |            |            |              |              |          |          | 2        |          | 2       | 0       | 0       |
| 2       | Belarus (BLR)              |            |            |            |             |             |             |            |            |              |              |          |          | 1        | 1        | 1       | 1       | 0       |
| 2       | Bỉ (BEL)                   |            |            |            |             |             |             |            |            |              |              |          |          | 1        | 1        | 1       | 1       | 0       |
| 2       | Ecuador (ECU)              |            |            |            |             |             |             |            |            |              |              |          |          |          | 2        | 0       | 2       | 0       |
| 2       | Monaco (MON)               |            |            |            |             |             |             |            |            |              |              |          |          |          | 2        | 0       | 2       | 0       |
| 2       | Uruguay (URU)              |            |            |            |             |             |             |            |            |              |              |          |          |          | 2        | 0       | 2       | 0       |
| 1       | Nhật Bản (JPN)             |            |            |            |             |             |             |            |            |              |              |          | 1        |          |          | 0       | 1       | 0       |
| 1       | România (ROU)              |            |            |            |             |             |             |            |            |              |              |          | 1        |          |          | 0       | 1       | 0       |
| 1       | Chile (CHI)                |            |            |            |             |             |             |            |            |              |              |          |          | 1        |          | 1       | 0       | 0       |
| 1       | Hàn Quốc (KOR)             |            |            |            |             |             |             |            |            |              |              |          |          | 1        |          | 1       | 0       | 0       |
| 1       | Áo (AUT)                   |            |            |            |             |             |             |            |            |              |              |          |          |          | 1        | 0       | 1       | 0       |
| 1       | Bosna và Hercegovina (BIH) |            |            |            |             |             |             |            |            |              |              |          |          |          | 1        | 0       | 1       | 0       |
| 1       | El Salvador (ESA)          |            |            |            |             |             |             |            |            |              |              |          |          |          | 1        | 0       | 1       | 0       |
| 1       | Israel (ISR)               |            |            |            |             |             |             |            |            |              |              |          |          |          | 1        | 0       | 1       | 0       |
| 1       | Thụy Sĩ (SUI)              |            |            |            |             |             |             |            |            |              |              |          |          |          | 1        | 0       | 1       | 0       |

### Danh hiệu
Những tay vợt sau đây giành được danh hiệu đầu tiên ở các nội dung đơn, đôi, hoặc đôi nam nữ:
Đơn
- Dan Evans (30 năm, 259 ngày) – Melbourne 2 (kết quả)
- Alexei Popyrin (21 năm, 207 ngày) – Singapore (kết quả)
- Juan Manuel Cerúndolo (19 năm, 105 ngày) – Córdoba (kết quả)
- Aslan Karatsev (27 năm, 197 ngày) – Dubai (kết quả)
- Sebastian Korda (20 năm, 328 ngày) – Parma (kết quả)
- Cameron Norrie (25 năm, 335 ngày) – Los Cabos (kết quả)
- Carlos Alcaraz (18 năm, 81 ngày) – Umag (kết quả)
- Ilya Ivashka (27 năm, 185 ngày) – Winston-Salem (kết quả)
- Kwon Soon-woo (23 năm, 298 ngày) – Nur Sultan (kết quả)
- Tommy Paul (24 năm, 180 ngày) – Stockholm (kết quả)

Đôi
- Ariel Behar – Delray Beach (kết quả)
- Gonzalo Escobar – Delray Beach (kết quả)
- Rafael Matos – Córdoba (kết quả)
- Felipe Meligeni Alves – Córdoba (kết quả)
- Tomislav Brkić – Buenos Aires (kết quả)
- Aslan Karatsev – Doha (kết quả)
- Lloyd Glasspool – Marseille (kết quả)
- Harri Heliövaara – Marseille (kết quả)
- Lorenzo Sonego – Cagliari (kết quả)
- Andrea Vavassori – Cagliari (kết quả)
- Ivan Sabanov – Belgrade (kết quả)
- Matej Sabanov – Belgrade (kết quả)
- Andrei Vasilevski – Belgrade 2 (kết quả)
- Sander Arends – Båstad (kết quả)
- David Pel – Båstad (kết quả)
- William Blumberg – Newport (kết quả)
- Fernando Romboli – Umag (kết quả)
- David Vega Hernández – Umag (kết quả)
- Hans Hach Verdugo – Los Cabos (kết quả)
- Marc-Andrea Hüsler – Gstaad (kết quả)
- Dominic Stricker – Gstaad (kết quả)
- Alexander Erler – Kitzbühel (kết quả)
- Lucas Miedler – Kitzbühel (kết quả)
- Reilly Opelka – Atlanta (kết quả)
- Jannik Sinner – Atlanta (kết quả)
- Jan Zieliński – Metz (kết quả)

Đôi nam nữ
- Joe Salisbury – Giải quần vợt Pháp Mở rộng (kết quả)
- Neal Skupski – Wimbledon (kết quả)
- Andrey Rublev (ROC_2020) – Thế vận hội Mùa hè 2020 (kết quả)

Những tay vợt sau đây bảo vệ thành công danh hiệu ở các nội dung đơn, đôi, hoặc đôi nam nữ:
Đơn
- Novak Djokovic – Giải quần vợt Úc Mở rộng (kết quả), Wimbledon (kết quả)
- Jannik Sinner – Sofia (kết quả)

Đôi
- Nikola Mektić – Monte-Carlo (kết quả)
- Juan Sebastián Cabal – Barcelona (kết quả)
- Robert Farah – Barcelona (kết quả)
- Michael Venus – Hamburg (kết quả)
- Raven Klaasen – Washington (kết quả)

### Thứ hạng cao nhất
Những tay vợt sau đây cao nhất ở mùa giải trong top 50 (in đậm là các tay vợt lần đầu tiên vào top 10):
Đơn
- Miomir Kecmanović (vị trí số 38 vào ngày 8 tháng 3)
- Daniil Medvedev (vị trí số 2 vào ngày 15 tháng 3)
- Ugo Humbert (vị trí số 25 vào ngày 21 tháng 6)
- Alex de Minaur (vị trí số 15 vào ngày 28 tháng 6)
- Stefanos Tsitsipas (vị trí số 3 vào ngày 9 tháng 8)
- Alejandro Davidovich Fokina (vị trí số 32 vào ngày 30 tháng 8)
- Andrey Rublev (vị trí số 5 vào ngày 13 tháng 9)
- Matteo Berrettini (vị trí số 7 vào ngày 13 tháng 9)
- Cristian Garín (vị trí số 17 vào ngày 13 tháng 9)
- Reilly Opelka (vị trí số 19 vào ngày 13 tháng 9)
- Lloyd Harris (vị trí số 31 vào ngày 13 tháng 9)
- Alexander Bublik (vị trí số 34 vào ngày 13 tháng 9)
- Dan Evans (vị trí số 22 vào ngày 27 tháng 9)
- Lorenzo Sonego (vị trí số 21 vào ngày 4 tháng 10)
- Sebastian Korda (vị trí số 38 vào ngày 18 tháng 10)
- Ilya Ivashka (vị trí số 43 vào ngày 18 tháng 10)
- Casper Ruud (vị trí số 8 vào ngày 25 tháng 10)
- Jannik Sinner (vị trí số 9 vào ngày 1 tháng 11)
- Kwon Soon-woo (vị trí số 52 vào ngày 1 tháng 11)
- Hubert Hurkacz (vị trí số 9 vào ngày 8 tháng 11)
- Cameron Norrie (vị trí số 12 vào ngày 8 tháng 11)
- Aslan Karatsev (vị trí số 15 vào ngày 8 tháng 11)
- Taylor Fritz (vị trí số 23 vào ngày 8 tháng 11)
- Carlos Alcaraz (vị trí số 32 vào ngày 8 tháng 11)
- James Duckworth (vị trí số 47 vào ngày 8 tháng 11)
- Félix Auger-Aliassime (vị trí số 10 vào ngày 15 tháng 11)
- Tommy Paul (vị trí số 43 vào ngày 15 tháng 11)

Đôi
- Joran Vliegen (vị trí số 28 vào ngày 14 tháng 6)
- Philipp Oswald (vị trí số 31 vào ngày 21 tháng 6)
- Neal Skupski (vị trí số 14 vào ngày 9 tháng 8)
- Rajeev Ram (vị trí số 4 vào ngày 20 tháng 9)
- Matwe Middelkoop (vị trí số 26 vào ngày 4 tháng 10)
- Nikola Mektić (vị trí số 1 vào ngày 18 tháng 10)
- Max Purcell (vị trí số 28 vào ngày 18 tháng 10)
- Hubert Hurkacz (vị trí số 44 vào ngày 25 tháng 10)
- Luke Saville (vị trí số 23 vào ngày 8 tháng 11)
- Sander Gillé (vị trí số 24 vào ngày 8 tháng 11)
- Andrey Golubev (vị trí số 25 vào ngày 8 tháng 11)
- Marcelo Arevalo (vị trí số 31 vào ngày 8 tháng 11)
- Nikola Ćaćić (vị trí số 35 vào ngày 8 tháng 11)
- Hugo Nys (vị trí số 41 vào ngày 8 tháng 11)
- Tomislav Brkić (vị trí số 46 vào ngày 8 tháng 11)
- Alexander Bublik (vị trí số 47 vào ngày 8 tháng 11)
- Tim Pütz (vị trí số 17 vào ngày 15 tháng 11)
- Gonzalo Escobar (vị trí số 38 vào ngày 15 tháng 11)
- Ariel Behar (vị trí số 41 vào ngày 15 tháng 11)

## Bảng xếp hạng ATP
Dưới đây là Bảng xếp hạng ATP và Bảng xếp hạng Cuộc đua ATP của top 20 tay vợt đơn, tay vợt đôi và đội đôi tại thời điểm hiện tại của mùa giải 2021. 

### Đơn
| Bảng xếp hạng Cuộc đua Đơn cuối cùng | Bảng xếp hạng Cuộc đua Đơn cuối cùng | Bảng xếp hạng Cuộc đua Đơn cuối cùng | Bảng xếp hạng Cuộc đua Đơn cuối cùng |
| #                                    | Tay vợt                              | Điểm                                 | Giải đấu                             |
| ------------------------------------ | ------------------------------------ | ------------------------------------ | ------------------------------------ |
| 1                                    | Novak Djokovic (SRB)                 | 9,370                                | 10                                   |
| 2                                    | Daniil Medvedev (RUS)                | 7,070                                | 16                                   |
| 3                                    | Alexander Zverev (GER)               | 5,955                                | 17                                   |
| 4                                    | Stefanos Tsitsipas (GRE)             | 5,695                                | 20                                   |
| 5                                    | Andrey Rublev (RUS)                  | 4,210                                | 21                                   |
| 6                                    | Matteo Berrettini (ITA)              | 4,090                                | 14                                   |
| 7                                    | Hubert Hurkacz (POL)                 | 3,315                                | 22                                   |
| 8                                    | Casper Ruud (NOR)                    | 3,275                                | 21                                   |
| 9                                    | Jannik Sinner (ITA)                  | 3,015                                | 24                                   |
| 10                                   | Rafael Nadal (ESP)                   | 2,985                                | 7                                    |
| 11                                   | Cameron Norrie (GBR)                 | 2,945                                | 24                                   |
| 12                                   | Félix Auger-Aliassime (CAN)          | 2,545                                | 22                                   |
| 13                                   | Aslan Karatsev (RUS)                 | 2,290                                | 21                                   |
| 14                                   | Denis Shapovalov (CAN)               | 2,030                                | 21                                   |
| 15                                   | Diego Schwartzman (ARG)              | 1,990                                | 21                                   |
| 16                                   | Pablo Carreño Busta (ESP)            | 1,970                                | 19                                   |
| 17                                   | Nikoloz Basilashvili (GEO)           | 1,920                                | 28                                   |
| 18                                   | Roberto Bautista Agut (ESP)          | 1,685                                | 24                                   |
| 19                                   | Taylor Fritz (USA)                   | 1,580                                | 22                                   |
| 20                                   | Reilly Opelka (USA)                  | 1,550                                | 21                                   |

| Bảng xếp hạng Đơn Cuối năm ATP | Bảng xếp hạng Đơn Cuối năm ATP | Bảng xếp hạng Đơn Cuối năm ATP | Bảng xếp hạng Đơn Cuối năm ATP | Bảng xếp hạng Đơn Cuối năm ATP | Bảng xếp hạng Đơn Cuối năm ATP | Bảng xếp hạng Đơn Cuối năm ATP | Bảng xếp hạng Đơn Cuối năm ATP |
| #                              | Tay vợt                        | Điểm                           | Giải đấu                       | XH '20                         | Cao nhất                       | Thấp nhất                      | '20→'21                        |
| ------------------------------ | ------------------------------ | ------------------------------ | ------------------------------ | ------------------------------ | ------------------------------ | ------------------------------ | ------------------------------ |
| 1                              | Novak Djokovic (SRB)           | 11,540                         | 14                             | 1                              | 1                              | 1                              | Giữ nguyên                     |
| 2                              | Daniil Medvedev (RUS)          | 8,640                          | 23                             | 4                              | 2                              | 4                              | 2                              |
| 3                              | Alexander Zverev (GER)         | 7,840                          | 23                             | 7                              | 3                              | 7                              | 4                              |
| 4                              | Stefanos Tsitsipas (GRE)       | 6,540                          | 26                             | 6                              | 3                              | 6                              | 2                              |
| 5                              | Andrey Rublev (RUS)            | 5,150                          | 28                             | 8                              | 5                              | 8                              | 3                              |
| 6                              | Rafael Nadal (ESP)             | 4,875                          | 11                             | 2                              | 2                              | 6                              | 4                              |
| 7                              | Matteo Berrettini (ITA)        | 4,568                          | 21                             | 10                             | 7                              | 10                             | 3                              |
| 8                              | Casper Ruud (NOR)              | 4,160                          | 35                             | 27                             | 8                              | 28                             | 19                             |
| 9                              | Hubert Hurkacz (POL)           | 3,706                          | 32                             | 34                             | 9                              | 37                             | 25                             |
| 10                             | Jannik Sinner (ITA)            | 3,350                          | 42                             | 37                             | 9                              | 36                             | 27                             |
| 11                             | Félix Auger-Aliassime (CAN)    | 3,308                          | 28                             | 21                             | 10                             | 22                             | 10                             |
| 12                             | Cameron Norrie (GBR)           | 2,945                          | 31                             | 71                             | 12                             | 74                             | 59                             |
| 13                             | Diego Schwartzman (ARG)        | 2,625                          | 25                             | 9                              | 9                              | 16                             | 4                              |
| 14                             | Denis Shapovalov (CAN)         | 2,475                          | 28                             | 12                             | 10                             | 19                             | 2                              |
| 15                             | Dominic Thiem (AUT)            | 2,425                          | 15                             | 3                              | 3                              | 15                             | 12                             |
| 16                             | Roger Federer (SUI)            | 2,385                          | 8                              | 5                              | 5                              | 16                             | 11                             |
| 17                             | Cristian Garín (CHI)           | 2,353                          | 30                             | 22                             | 17                             | 25                             | 5                              |
| 18                             | Aslan Karatsev (RUS)           | 2,351                          | 40                             | 112                            | 15                             | 114                            | 94                             |
| 19                             | Roberto Bautista Agut (ESP)    | 2,260                          | 27                             | 13                             | 10                             | 21                             | 6                              |
| 20                             | Pablo Carreno Busta (ESP)      | 2,230                          | 25                             | 16                             | 11                             | 20                             | 4                              |

#### Vị trí số 1
| Người giữ            | Ngày giành được   | Ngày tụt hạng |
| -------------------- | ----------------- | ------------- |
| Novak Djokovic (SRB) | Kết thúc năm 2020 | Cuối năm 2021 |

### Đôi
| Bảng xếp hạng Cuộc đua Đội đôi cuối cùng | Bảng xếp hạng Cuộc đua Đội đôi cuối cùng          | Bảng xếp hạng Cuộc đua Đội đôi cuối cùng | Bảng xếp hạng Cuộc đua Đội đôi cuối cùng | Bảng xếp hạng Cuộc đua Đội đôi cuối cùng |
| #                                        | Đội                                               | Điểm                                     | Giải đấu                                 |                                          |
| ---------------------------------------- | ------------------------------------------------- | ---------------------------------------- | ---------------------------------------- | ---------------------------------------- |
| 1                                        | Mate Pavić (CRO) · Nikola Mektić (CRO)            | 9,275                                    | 20                                       |                                          |
| 2                                        | Rajeev Ram (USA) · Joe Salisbury (GBR)            | 8,140                                    | 19                                       |                                          |
| 3                                        | Pierre-Hugues Herbert (FRA) · Nicolas Mahut (FRA) | 5,990                                    | 13                                       |                                          |
| 4                                        | Marcel Granollers (ESP) · Horacio Zeballos (ARG)  | 4,935                                    | 14                                       |                                          |
| 5                                        | Juan Sebastián Cabal (COL) · Robert Farah (COL)   | 4,460                                    | 21                                       |                                          |
| 6                                        | Ivan Dodig (CRO) · Filip Polášek (SVK)            | 3,430                                    | 13                                       |                                          |
| 7                                        | Kevin Krawietz (GER) · Horia Tecau (ROU)          | 3,310                                    | 15                                       |                                          |
| 8                                        | Jamie Murray (GBR) · Bruno Soares (BRA)           | 3,230                                    | 16                                       |                                          |
| 9                                        | John Peers (AUS) · Filip Polášek (SVK)            | 2,500                                    | 8                                        |                                          |
| 10                                       | Simone Bolelli (ITA) · Maximo Gonzalez (ARG)      | 2,385                                    | 19                                       |                                          |

| Bảng xếp hạng Đôi Cuối năm ATP | Bảng xếp hạng Đôi Cuối năm ATP | Bảng xếp hạng Đôi Cuối năm ATP | Bảng xếp hạng Đôi Cuối năm ATP | Bảng xếp hạng Đôi Cuối năm ATP | Bảng xếp hạng Đôi Cuối năm ATP | Bảng xếp hạng Đôi Cuối năm ATP | Bảng xếp hạng Đôi Cuối năm ATP |
| #                              | Tay vợt                        | Điểm                           | Giải đấu                       | XH '20                         | Cao nhất                       | Thấp nhất                      | '20→'21                        |
| ------------------------------ | ------------------------------ | ------------------------------ | ------------------------------ | ------------------------------ | ------------------------------ | ------------------------------ | ------------------------------ |
| 1                              | Mate Pavić (CRO)               | 10,265                         | 29                             | 4                              | 1                              | 4                              | 3                              |
| 2                              | Nikola Mektić (CRO)            | 9,830                          | 29                             | 8                              | 1                              | 8                              | 6                              |
| 3                              | Joe Salisbury (GBR)            | 9,610                          | 27                             | 12                             | 3                              | 15                             | 9                              |
| 4                              | Rajeev Ram (USA)               | 9,400                          | 26                             | 14                             | 4                              | 17                             | 10                             |
| 5                              | Nicolas Mahut (FRA)            | 7,735                          | 26                             | 6                              | 2                              | 8                              | 1                              |
| 6                              | Horacio Zeballos (ARG)         | 7,100                          | 22                             | 3                              | 3                              | 8                              | 3                              |
| 7                              | Marcel Granollers (ESP)        | 7,043                          | 23                             | 9                              | 5                              | 13                             | 2                              |
| 8                              | Pierre-Hugues Herbert (FRA)    | 6,660                          | 20                             | 23                             | 5                              | 25                             | 15                             |
| 9                              | Filip Polášek (SVK)            | 6,460                          | 32                             | 17                             | 8                              | 17                             | 8                              |
| 10T                            | Juan Sebastián Cabal (COL)     | 5,525                          | 25                             | 2                              | 2                              | 15                             | 8                              |
| 10T                            | Robert Farah (COL)             | 5,525                          | 25                             | 1                              | 1                              | 12                             | 9                              |
| 12                             | Ivan Dodig (CRO)               | 5,165                          | 31                             | 16                             | 7                              | 16                             | 4                              |
| 13                             | John Peers (AUS)               | 5,080                          | 27                             | 28                             | 12                             | 28                             | 15                             |
| 14                             | Kevin Krawietz (GER)           | 4,698                          | 32                             | 19                             | 11                             | 20                             | 5                              |
| 15                             | Michael Venus (NZL)            | 4,511                          | 25                             | 13                             | 13                             | 21                             | 2                              |
| 16                             | Bruno Soares (BRA)             | 4,465                          | 24                             | 7                              | 4                              | 16                             | 9                              |
| 17                             | Horia Tecau (ROU)              | 4,410                          | 22                             | 22                             | 15                             | 24                             | 5                              |
| 18                             | Tim Pütz (GER)                 | 4,218                          | 28                             | 61                             | 17                             | 62                             | 43                             |
| 19                             | Jamie Murray (GBR)             | 4,108                          | 31                             | 24                             | 17                             | 24                             | 5                              |
| 20                             | Neal Skupski (GBR)             | 3,578                          | 35                             | 27                             | 14                             | 27                             | 7                              |

#### Vị trí số 1
| Người giữ           | Ngày giành được      | Ngày tụt hạng        |
| ------------------- | -------------------- | -------------------- |
| Robert Farah (COL)  | Kết thúc năm 2020    | 4 tháng 4 năm 2021   |
| Mate Pavić (CRO)    | 5 tháng 4 năm 2021   | 17 tháng 10 năm 2021 |
| Nikola Mektić (CRO) | 18 tháng 10 năm 2021 | 7 tháng 11 năm 2021  |
| Mate Pavić (CRO)    | 8 tháng 11 năm 2021  | Cuối năm 2021        |

## Phân phối điểm
Điểm được phân bố như sau:
| Thể loại                        | VĐ                      | CK                         | BK                         | TK                                                                                            | V16                                                                                           | V32                                                                                           | V64                                                                                           | V128                                                                                          | Q                                                                                             | Q3                                                                                            | Q2                                                                                            | Q1                                                                                            |
| Grand Slam (128S)               | 2000                    | 1200                       | 720                        | 360                                                                                           | 180                                                                                           | 90                                                                                            | 45                                                                                            | 10                                                                                            | 25                                                                                            | 16                                                                                            | 8                                                                                             | 0                                                                                             |
| Grand Slam (64D)                | 2000                    | 1200                       | 720                        | 360                                                                                           | 180                                                                                           | 90                                                                                            | 0                                                                                             | –                                                                                             | 25                                                                                            | –                                                                                             | 0                                                                                             | 0                                                                                             |
| ATP Finals (8S/8D)              | 1500 (max) 1100 (min)   | 1000 (max) 600 (min)       | 600 (max) 200 (min)        | 200 cho mỗi trận thắng vòng bảng, +400 cho trận thắng bán kết, +500 cho trận thắng chung kết. | 200 cho mỗi trận thắng vòng bảng, +400 cho trận thắng bán kết, +500 cho trận thắng chung kết. | 200 cho mỗi trận thắng vòng bảng, +400 cho trận thắng bán kết, +500 cho trận thắng chung kết. | 200 cho mỗi trận thắng vòng bảng, +400 cho trận thắng bán kết, +500 cho trận thắng chung kết. | 200 cho mỗi trận thắng vòng bảng, +400 cho trận thắng bán kết, +500 cho trận thắng chung kết. | 200 cho mỗi trận thắng vòng bảng, +400 cho trận thắng bán kết, +500 cho trận thắng chung kết. | 200 cho mỗi trận thắng vòng bảng, +400 cho trận thắng bán kết, +500 cho trận thắng chung kết. | 200 cho mỗi trận thắng vòng bảng, +400 cho trận thắng bán kết, +500 cho trận thắng chung kết. | 200 cho mỗi trận thắng vòng bảng, +400 cho trận thắng bán kết, +500 cho trận thắng chung kết. |
| ATP Tour Masters 1000 (96S)     | 1000                    | 600                        | 360                        | 180                                                                                           | 90                                                                                            | 45                                                                                            | 25                                                                                            | 10                                                                                            | 16                                                                                            | –                                                                                             | 8                                                                                             | 0                                                                                             |
| ATP Tour Masters 1000 (56S/48S) | 1000                    | 600                        | 360                        | 180                                                                                           | 90                                                                                            | 45                                                                                            | 10                                                                                            | –                                                                                             | 25                                                                                            | –                                                                                             | 16                                                                                            | 0                                                                                             |
| ATP Tour Masters 1000 (32D)     | 1000                    | 600                        | 360                        | 180                                                                                           | 90                                                                                            | 0                                                                                             | –                                                                                             | –                                                                                             | –                                                                                             | –                                                                                             | –                                                                                             | –                                                                                             |
| Thế vận hội Mùa hè (64S)        | –                       | –                          | –                          | –                                                                                             | –                                                                                             | –                                                                                             | –                                                                                             | –                                                                                             | –                                                                                             | –                                                                                             | –                                                                                             | –                                                                                             |
| ATP Tour 500 (48S)              | 500                     | 300                        | 180                        | 90                                                                                            | 45                                                                                            | 20                                                                                            | 0                                                                                             | –                                                                                             | 10                                                                                            | –                                                                                             | 4                                                                                             | 0                                                                                             |
| ATP Tour 500 (32S)              | 500                     | 300                        | 180                        | 90                                                                                            | 45                                                                                            | 0                                                                                             | –                                                                                             | –                                                                                             | 20                                                                                            | –                                                                                             | 10                                                                                            | 0                                                                                             |
| ATP Tour 500 (16D)              | 500                     | 300                        | 180                        | 90                                                                                            | 0                                                                                             | –                                                                                             | –                                                                                             | –                                                                                             | 45                                                                                            | –                                                                                             | 25                                                                                            | 0                                                                                             |
| ATP Tour 250 (56S/48S)          | 250                     | 150                        | 90                         | 45                                                                                            | 20                                                                                            | 10                                                                                            | 0                                                                                             | –                                                                                             | 5                                                                                             | –                                                                                             | 3                                                                                             | 0                                                                                             |
| ATP Tour 250 (32S/28S)          | 250                     | 150                        | 90                         | 45                                                                                            | 20                                                                                            | 0                                                                                             | –                                                                                             | –                                                                                             | 12                                                                                            | –                                                                                             | 6                                                                                             | 0                                                                                             |
| ATP Tour 250 (16D)              | 250                     | 150                        | 90                         | 45                                                                                            | 0                                                                                             | –                                                                                             | –                                                                                             | –                                                                                             | –                                                                                             | –                                                                                             | –                                                                                             | –                                                                                             |
| ATP Cup                         | S 500 (max) D 250 (max) | Chi tiết, xem ATP Cup 2021 | Chi tiết, xem ATP Cup 2021 | Chi tiết, xem ATP Cup 2021                                                                    | Chi tiết, xem ATP Cup 2021                                                                    | Chi tiết, xem ATP Cup 2021                                                                    | Chi tiết, xem ATP Cup 2021                                                                    | Chi tiết, xem ATP Cup 2021                                                                    | Chi tiết, xem ATP Cup 2021                                                                    | Chi tiết, xem ATP Cup 2021                                                                    | Chi tiết, xem ATP Cup 2021                                                                    | Chi tiết, xem ATP Cup 2021                                                                    |

## Tiền thưởng
| Tiền thưởng theo US$ tính đến ngày 22 tháng 11 năm 2021 | Tiền thưởng theo US$ tính đến ngày 22 tháng 11 năm 2021 | Tiền thưởng theo US$ tính đến ngày 22 tháng 11 năm 2021 | Tiền thưởng theo US$ tính đến ngày 22 tháng 11 năm 2021 | Tiền thưởng theo US$ tính đến ngày 22 tháng 11 năm 2021 |
| #                                                       | Tay vợt                                                 | Đơn                                                     | Đôi                                                     | Tổng cộng                                               |
| ------------------------------------------------------- | ------------------------------------------------------- | ------------------------------------------------------- | ------------------------------------------------------- | ------------------------------------------------------- |
| 1                                                       | Novak Djokovic (SRB)                                    | $9,069,225                                              | $31,322                                                 | $9,100,547                                              |
| 2                                                       | Daniil Medvedev (RUS)                                   | $7,466,284                                              | $14,987                                                 | $7,481,271                                              |
| 3                                                       | Alexander Zverev (GER)                                  | $6,361,173                                              | $59,171                                                 | $6,420,344                                              |
| 4                                                       | Stefanos Tsitsipas (GRE)                                | $3,503,608                                              | $75,547                                                 | $3,579,155                                              |
| 5                                                       | Andrey Rublev (RUS)                                     | $3,131,467                                              | $199,911                                                | $3,331,378                                              |
| 6                                                       | Matteo Berrettini (ITA)                                 | $3,201,126                                              | $30,782                                                 | $3,231,908                                              |
| 7                                                       | Cameron Norrie (GBR)                                    | $2,518,782                                              | $105,099                                                | $2,623,881                                              |
| 8                                                       | Casper Ruud (NOR)                                       | $2,230,592                                              | $84,037                                                 | $2,314,629                                              |
| 9                                                       | Hubert Hurkacz (POL)                                    | $2,173,247                                              | $140,042                                                | $2,313,289                                              |
| 10                                                      | Jannik Sinner (ITA)                                     | $2,159,534                                              | $73,665                                                 | $2,233,199                                              |

## Giải nghệ
- Alexandr Dolgopolov[22]
- Guillermo García López[23]
- Martin Kližan[24]
- Julian Knowle[25]
- Robert Lindstedt[26]
- Paolo Lorenzi[27]
- Lu Yen-hsun[28]
- Leonardo Mayer[29]
- Jürgen Melzer[30][31]
- Leander Paes[32][33][34][35]
- Horia Tecău[36][37]
- Viktor Troicki[38]

## Trở lại
- Xavier Malisse